# Chełm
Chełmⓘ (no final do século XVIII, também usava a grafia Hełm) é um município com direitos de condado no leste da Polônia. Pertence à voivodia de Lublin. Situa-se a 42 km da fronteira com a Bielorrússia e a 21 km da fronteira com a Ucrânia, perto do posto fronteiriço de Dorohusk. Situa-se no rio Uherka, afluente esquerdo do Bug, e é a terceira maior cidade da voivodia em termos de população.
Chełm é uma das cidades mais antigas do leste da Polônia, cuja história remonta aos tempos pré-piastovianos. A cidade é famosa por seu labirinto subterrâneo único de corredores de calcário — as Cavernas de Calcário de Chełm, consideradas uma das maiores atrações desse tipo na Europa.
Chełm também é conhecida pelo monte Chełmska — um local de grande importância histórica e religiosa, com a majestosa Basílica da Natividade da Virgem Maria, um dos pontos de peregrinação mais importantes da região. A cidade também se destaca por sua localização única na fronteira entre culturas e tradições, o que lhe confere um caráter multicultural excepcional. Chełm é o coração da Polésia Ocidental, repleta de vegetação, monumentos e um clima único.
Chełm está localizado na histórica Rutênia Vermelha. Foi uma cidade real fundada em 1392 e até as partições da Polônia, situava-se na voivodia rutena da Coroa do Reino da Polônia. Pertenceu ao starosta de Chełm em 1570. Chełm obteve o direito de armazenar mercadorias em 1541. A cidade do governo da Polônia do Congresso esteve localizada em 1827 no condado de Chełm, na região de Krasnystaw da voivodia de Lublin. Nos anos 1912-1915 foi excluída do território da Polônia do Congresso, com a gubernia de Chełm. Foi a capital da histórica Terra de Chełm, da gubernia de Chełm, da voivodia de Chełm (1975–1998) e várias vezes do condado.
A cidade se distingue por uma rica história do antigo ponto de encontro de três culturas: polonesa, rutena e judaica.
Estende-se por uma área de 35,3 km², com 60 231 habitantes, segundo o censo de 31 de dezembro de 2021, com uma densidade populacional de 1 706,3 hab./km².

## Geografia

### Localização e topografia
Chełm está situada na parte ocidental da Polesie Wołyńskie, na borda sudeste das colinas de Chełm e da depressão Dubieńskie. O ponto mais alto é Góra Chełmska, 237 m acima do nível do mar, o mais baixo é o vale Uherka na região de Bieławin - cerca de 179 m acima do nível do mar.
O substrato do solo consiste em camadas profundas de calcário do período Cretáceo, quando a área de Chełm de hoje era o fundo do oceano naquela época.

### Clima
Conforme a classificação climática de Köppen-Geiger, Chełm situa-se na zona Cfb − clima temperado oceânico. Na cidade de Chełm, a temperatura média anual é de 8,8° C. Nesta área, a precipitação média anual é de 711 mm. Está localizada no Hemisfério Norte. Os meses de verão são: junho, julho, agosto, setembro. O mês mais seco é fevereiro, com 41 mm de precipitação. O mês mais quente do ano é julho, com temperatura média de 20 °C. A temperatura média mais baixa do ano ocorre em janeiro e é de aproximadamente -2,8 °C.
A diferença de precipitação entre o mês mais seco e o mais úmido é de 51 mm. A variação de temperatura durante o ano é de 22,8 °C. O mês com a maior umidade relativa é novembro (84%). O mês com a menor umidade relativa é maio (67%). O mês com o maior número de dias de chuva é julho (10 dias). O mês com o menor número é setembro (7 dias).
| Dados climatológicos para Chełm | Dados climatológicos para Chełm | Dados climatológicos para Chełm | Dados climatológicos para Chełm | Dados climatológicos para Chełm | Dados climatológicos para Chełm | Dados climatológicos para Chełm | Dados climatológicos para Chełm | Dados climatológicos para Chełm | Dados climatológicos para Chełm | Dados climatológicos para Chełm | Dados climatológicos para Chełm | Dados climatológicos para Chełm | Dados climatológicos para Chełm |
| Mês | Jan                             | Fev                             | Mar                             | Abr                             | Mai                             | Jun                             | Jul                             | Ago                             | Set                             | Out                             | Nov                             | Dez                             | Ano                             |
| --- | ------------------------------- | ------------------------------- | ------------------------------- | ------------------------------- | ------------------------------- | ------------------------------- | ------------------------------- | ------------------------------- | ------------------------------- | ------------------------------- | ------------------------------- | ------------------------------- | ------------------------------- |
| Temperatura máxima média (°C) | −0,5                            | 1,2                             | 6,5                             | 13,7                            | 18,7                            | 22,1                            | 24,2                            | 23,7                            | 18,4                            | 12,3                            | 6,7                             | 1,6                             | 12,4                            |
| Temperatura média (°C) | −2,8                            | −1,6                            | 2,5                             | 9,1                             | 14,3                            | 17,9                            | 20,0                            | 19,3                            | 14,4                            | 8,9                             | 4,3                             | −0,3                            | 8,8                             |
| Temperatura mínima média (°C) | −5,3                            | −4,7                            | −1,4                            | 3,9                             | 9,3                             | 12,9                            | 15,3                            | 14,7                            | 10,3                            | 5,7                             | 2,0                             | −2,4                            | 5,0                             |
| Precipitação (mm) | 44                              | 41                              | 49                              | 54                              | 75                              | 78                              | 92                              | 69                              | 67                              | 50                              | 46                              | 46                              | 711                             |
| Dias com chuva | 8                               | 8                               | 9                               | 8                               | 9                               | 9                               | 10                              | 8                               | 7                               | 7                               | 8                               | 8                               | 99                              |
| Umidade relativa (%) | 84                              | 82                              | 76                              | 68                              | 67                              | 68                              | 70                              | 68                              | 73                              | 78                              | 84                              | 84                              | 75,2                            |
| Insolação (h) | 2,4                             | 3,2                             | 5,5                             | 8,8                             | 10,1                            | 11,1                            | 11,0                            | 10,2                            | 7,1                             | 5,1                             | 3,2                             | 2,2                             | 79,9                            |
| Fonte: Climate-Data.org Dados: 1991−2021: temperatura mínima (°C), temperatura máxima (°C), precipitação (mm), umidade, dias chuvosos. Dados: 1999−2019: horas de sol |                                 |                                 |                                 |                                 |                                 |                                 |                                 |                                 |                                 |                                 |                                 |                                 |                                 |

### Ambiente natural

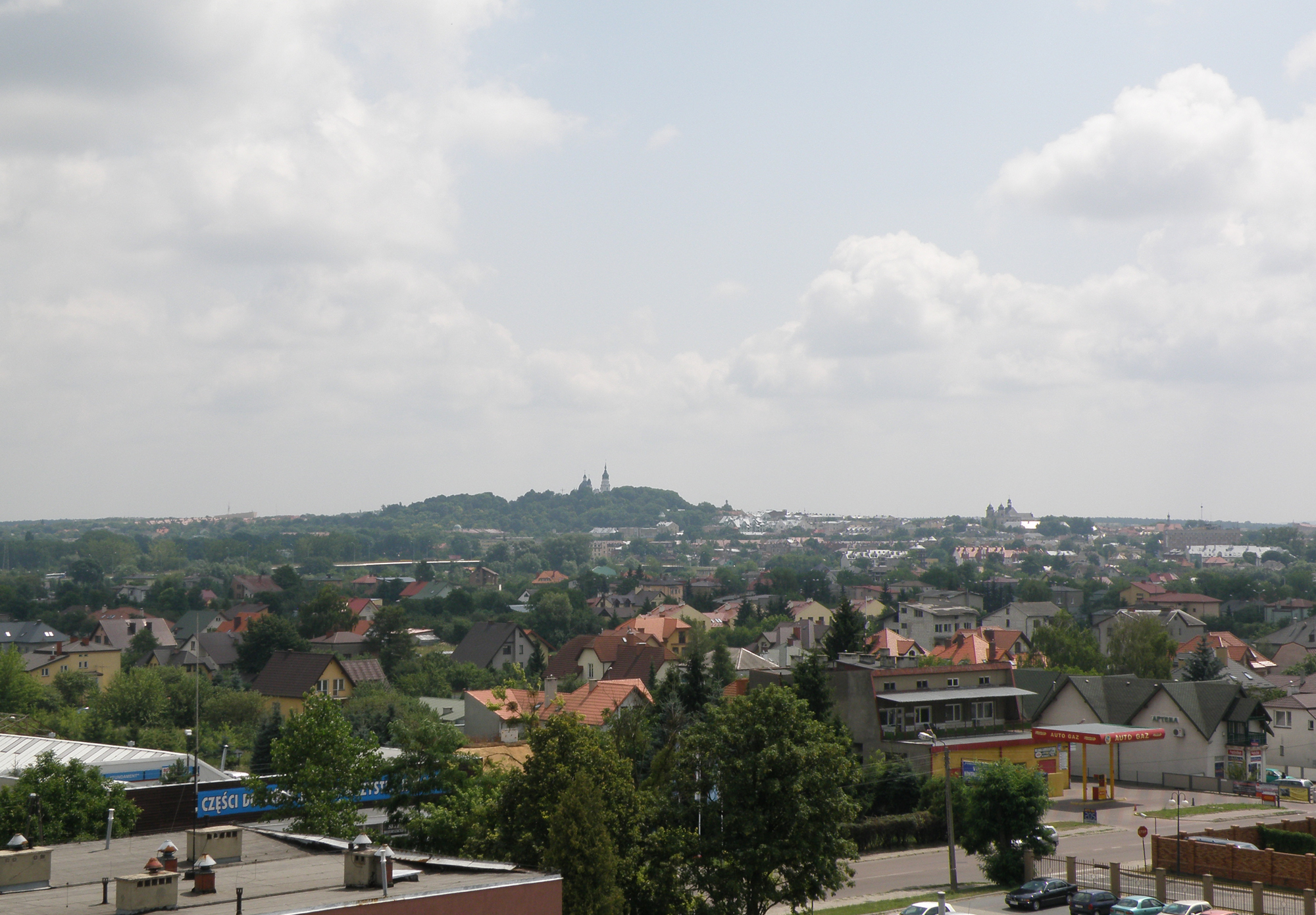
Chełm — panorama da cidade

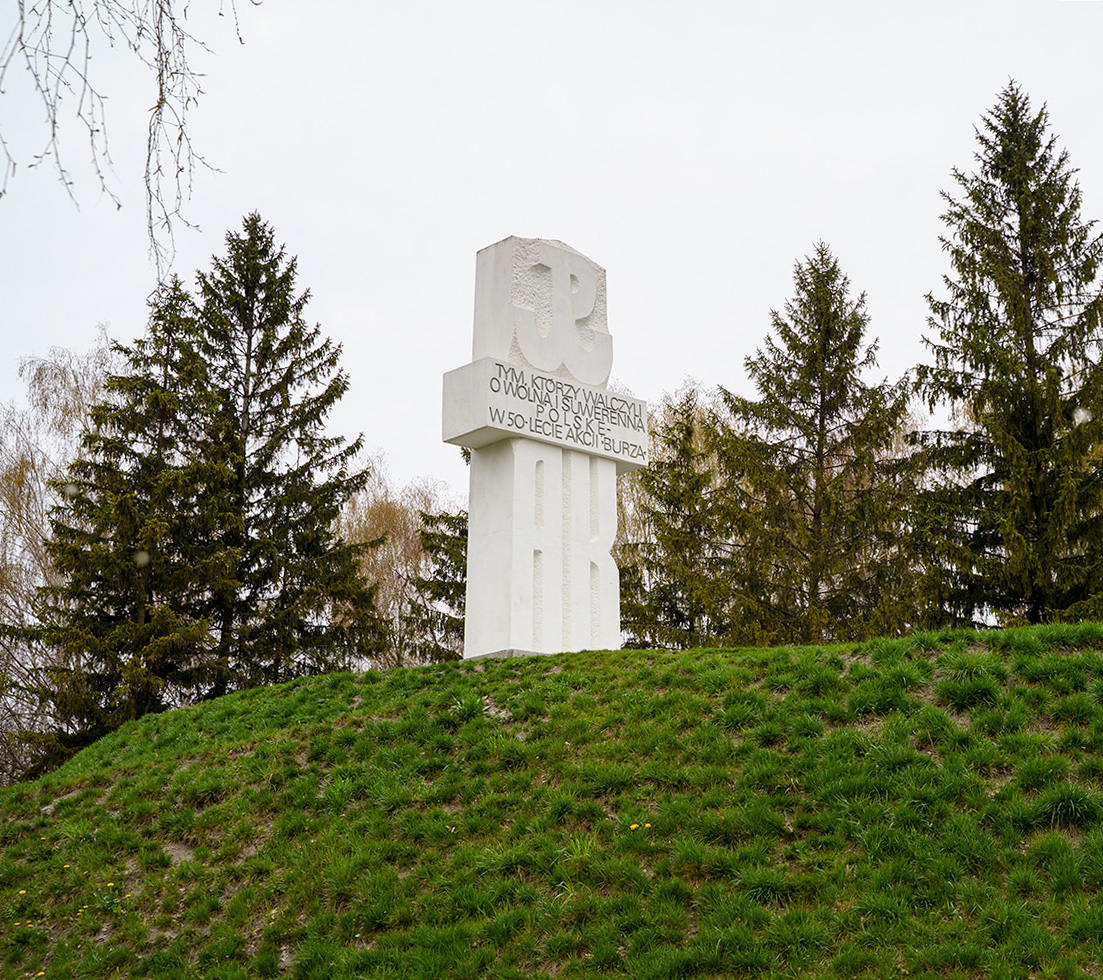
Parque municipal, monumento à Operação Tempestade AK

No extremo noroeste de Chełm, há a floresta Kumowa Dolina e, no lado leste, a floresta Borek. Na fronteira oriental da floresta de Borek está a reserva natural de Wolwinów, 1,12 hectares (proteção da vegetação de estepe, incluindo cerejeira-anã, oliveiras-da-montanha e tojo-da-Alsácia).
Existem 5 parques urbanos em Chełm (incluindo um parque florestal na rua Hrubieszowska com espécies como nogueira-cinzenta, cortiça-de-Amur, agulha-de-três-espinhos) e 13 monumentos naturais (incluindo a colina de observação “Grodzisko”, um trecho de vegetação xerotérmica “Borek”, árvore-do-céu, agulha-de-três-espinhos, lariço-europeu, olmo-inglês, freixo-comum, Ginkgo biloba). Existem também espécies raras da fauna, como o codornizão, coruja-das-torres, coruja-do-mato-europeia, coruja-pequena, cotovia-de-poupa.
Perto da cidade, encontra-se o Parque Paisagístico de Chełm, que inclui os complexos florestais de Stańków e Żalin e turfeiras carbonárias (existem turfeiras e ecossistemas xerotérmicos relacionados com a estrutura geológica do substrato, sendo um refúgio para plantas e animais raros). Existem cerca de 40 espécies de plantas protegidas no parque e 22 espécies inscritas na lista de espécies ameaçadas de extinção (incluindo presa, língua-siberiana, velho-sombrio, mariposa-gorda-de-duas-cores). Os animais incluem: felosa-aquática, codornizão, narceja-real, maçarico-real, tartaranhão-caçador, cágado-de-carapaça-estriada e musaranho-de-Édipo.
Conforme o relatório da voivodia sobre o estado do meio ambiente, a qualidade do ambiente natural em Chełm é bastante boa em comparação com outras cidades polonesas comparáveis. Apesar da fábrica de cimento operar nas imediações da cidade (na década de 1980, foram instalados dispositivos de remoção de poeira em todos os dispositivos tecnológicos), a qualidade do ar e do solo na cidade é satisfatória.
Além disso, o crescente tráfego rodoviário não levou a ultrapassar o limite crítico de poluição sonora (75 dB) mesmo nas partes mais ruidosas da cidade.
Face às obrigações da Polônia com os requisitos da Diretiva Quadro da Água, que estabelece o estado da água como meta, a terceira classe de pureza da água no rio Uherka é insatisfatória, embora melhor do que a pureza da maioria dos rios da voivodia de Lublin.

### Divisão administrativa
A cidade de Chełm, segundo o § 75 do Estatuto da Cidade de Chełm, está dividida em dez conjuntos habitacionais — unidades auxiliares do governo autônomo da cidade, com seus próprios Conselhos de Habitação:
| - Śródmieście - Dyrekcja Górna - Dyrekcja Dolna |  | - Działki - Cementowni - XXX-Lecia |  | - Kościuszki - Słoneczne - Rejowiecka |  | - Zachód |

## Demografia
Conforme os dados do Escritório Central de Estatística da Polônia (GUS) de 31 de dezembro de 2022, Chełm é uma cidade pequena com uma população de 57 933 habitantes (3.º lugar na voivodia de Lublin e 69.º na Polônia), tem uma área de 35,3 km² (7.º lugar na voivodia de Lublin e 141.º lugar na Polônia) e uma densidade populacional de 1 642 hab./km² (4.º lugar na voivodia de Lublin e 113.º lugar na Polônia). Nos anos 2002–2021, o número de habitantes diminuiu 12,3%.
Os habitantes de Chełm constituem cerca de 2,86% da população da voivodia de Lublin.
| Descrição                         | Total      | Total    | Mulheres   | Mulheres | Homens     | Homens   |
| --------------------------------- | ---------- | -------- | ---------- | -------- | ---------- | -------- |
| unidade                           | habitantes | %        | habitantes | %        | habitantes | %        |
| população                         | 57 933     | 100      | 30 987     | 53,5     | 26 946     | 46,5     |
| superfície                        | 35,3 km²   | 35,3 km² | 35,3 km²   | 35,3 km² | 35,3 km²   | 35,3 km² |
| densidade populacional (hab./km²) | 1 642      | 1 642    | 878,5      | 878,5    | 763,5      | 763,5    |

No início do século XX, os poloneses constituíam apenas um terço da população de Chełm. A presença de uma guarnição militar fez com que muitos russos, militares e suas famílias morassem na cidade. Os judeus eram o terceiro grupo populacional. Depois de 1945, Chełm, como o resto do país, tornou-se quase homogênea em termos de nacionalidade.
Chełm é caracterizada por uma alta dinâmica relacionada à perda de pessoas em idade pré-trabalho. Em 20 anos, essa categoria diminuiu 48,94%. A cidade também tem uma baixa taxa de natalidade, afetando a proporção do número de pessoas em idade pós-trabalho para os representantes da idade pré-trabalho. As previsões indicam que em 2040, 15 105 pessoas em idade pós-trabalho viverão em Chełm. Chełm registrou sua maior população em 30 de junho de 1999, com 70 724 habitantes. Desde então, a população tem diminuído constantemente a cada ano.

## Toponímia

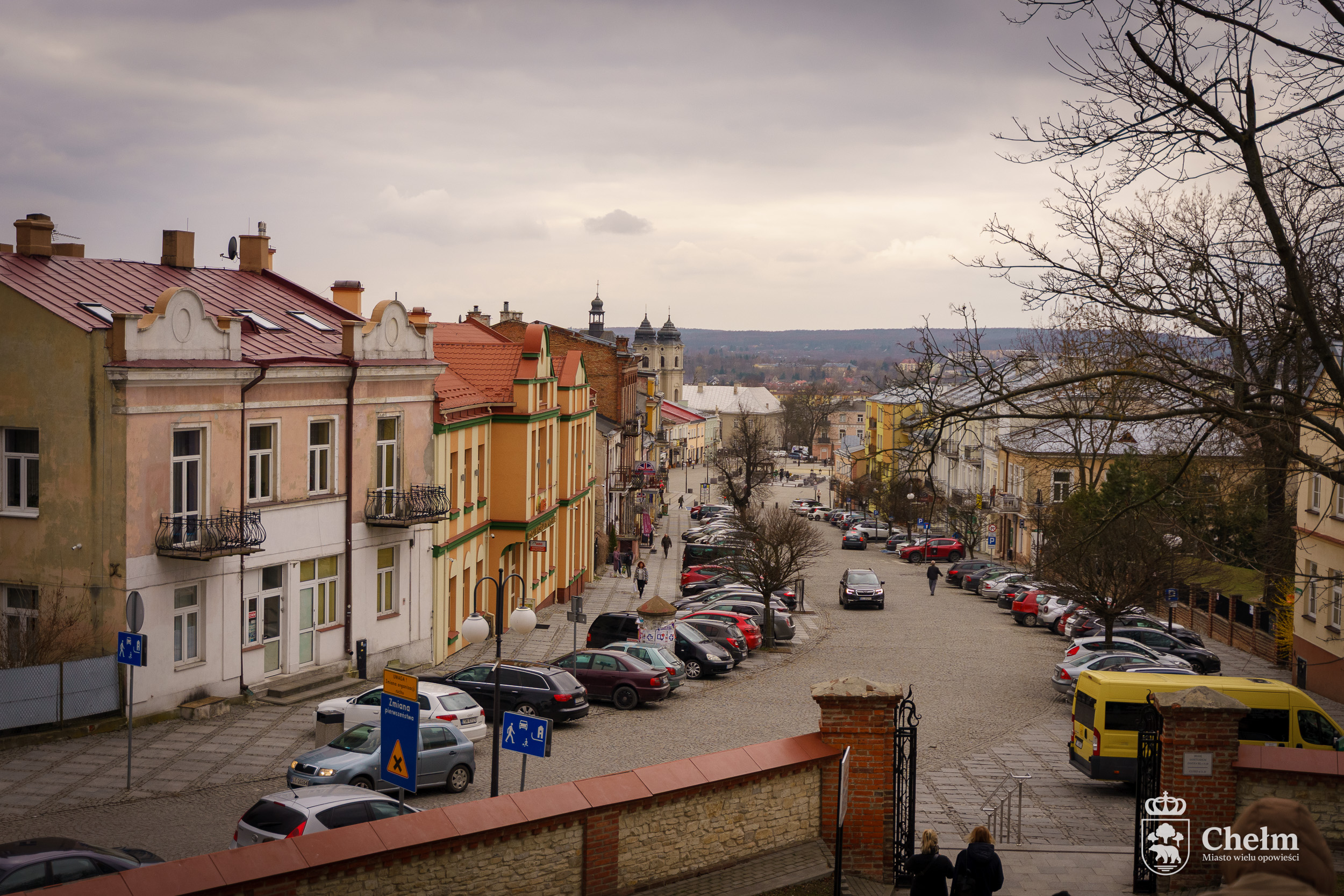
Rua Lubelska no Santuário Mariano em Góra Chełmska

A palavra polonesa chełm (colina) vem do protoeslavo (xъlmъ). Nesse caso, ela se refere à elevação central da cidade, Góra Chełmska (Górki). Da mesma palavra vem o nome Chełmno.

## História

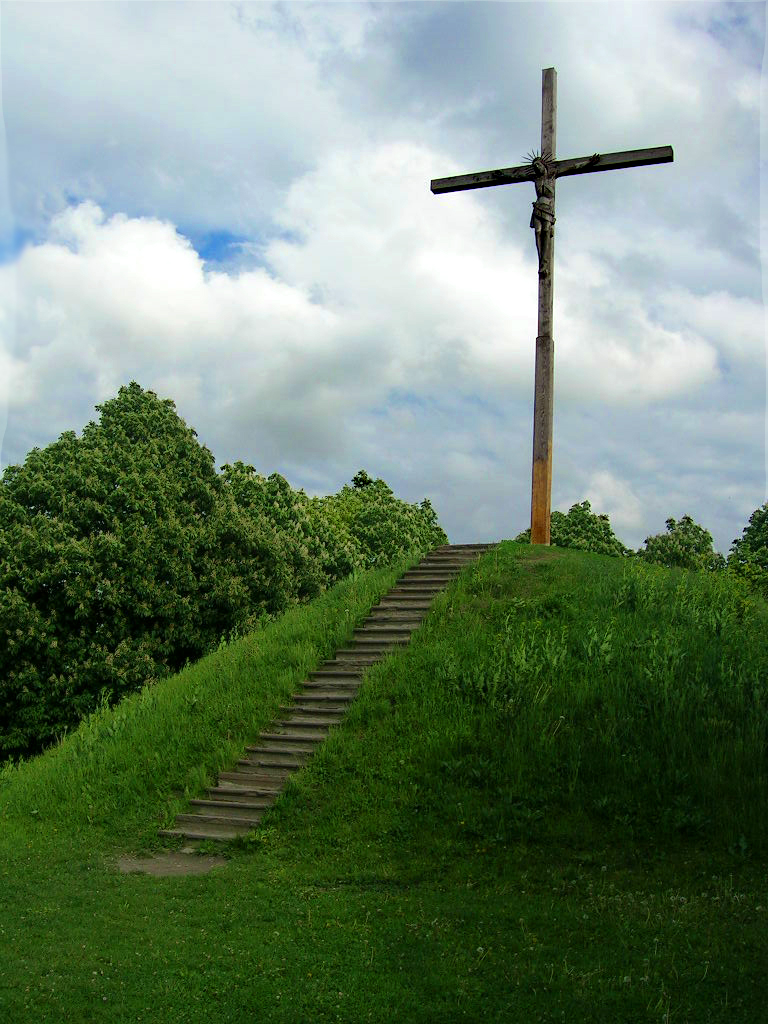
Monte da Independência em Wysoka Górka (2006)

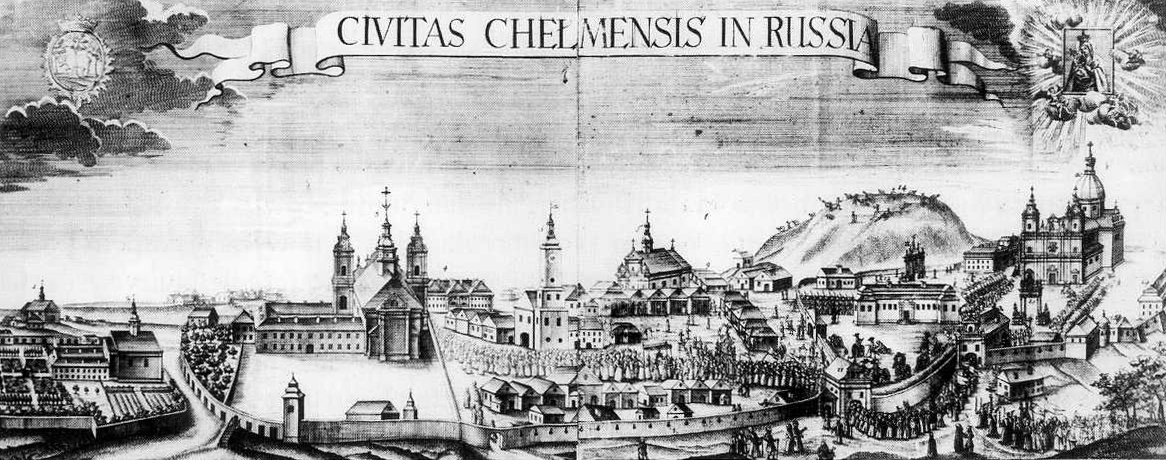
A vista mais antiga de Chełm, do século XVIII

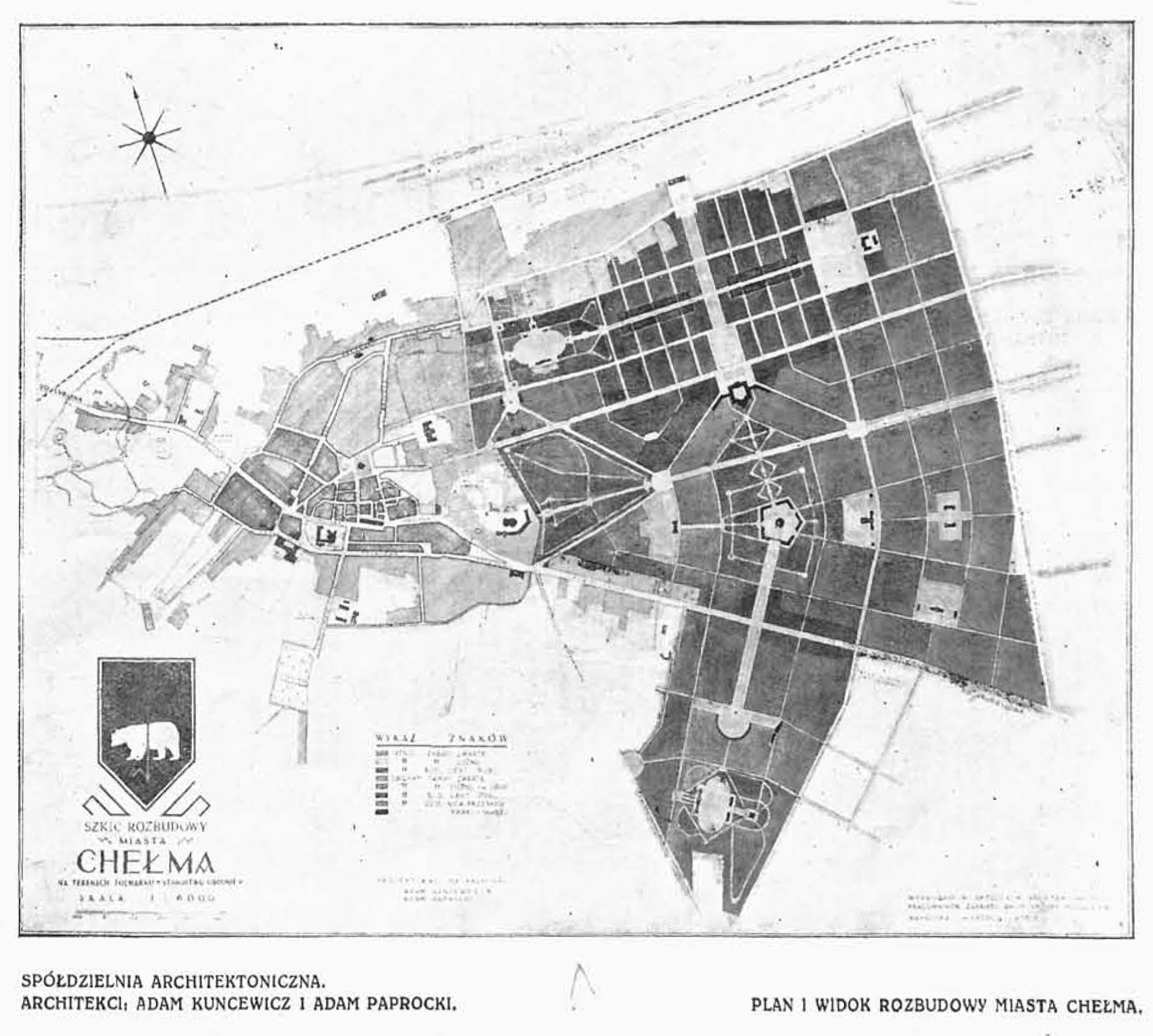
Plano de expansão de Chełm (1926) — distrito de Nowe Miasto

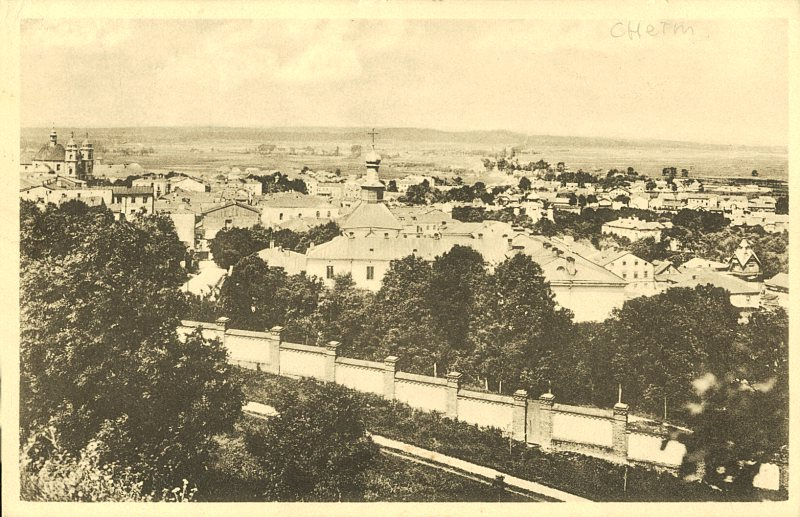
Fotografia de Chełm do início do século XX

Com base em pesquisas arqueológicas realizadas, entre outras, em Łowcza, Bukowa, Okuninka verificou-se que os primórdios do povoamento nestas terras remontam à era paleolítica. Os itens descobertos indicam uma sequência ininterrupta de assentamentos ao longo das eras seguintes. Por outro lado, na própria Chełm, a colonização começou no início de nossa era. Foi então habitada pelo povo da cultura de Przeworsk. No século X, havia uma fortaleza de madeira e pedra em Wysoka Górka. Na virada dos séculos VII e VIII, a cidade foi coberta pela união tribal dos lendianos com sede em Sandomierz. As áreas entre os rios Wieprz e Bug foram reforçadas pela construção de uma rede de castelos — mais tarde chamada Cidades de Cherven.
Em 981 Chełm foi conquistada pelos lendianos e capturada por Vladimir I de Kiev, desde então até o século XIV fazia parte da Rússia de Kiev com intervalos.
Por volta de 1240, o duque Daniel da Galícia mudou sua sede de Aliche para Chełm, que se tornou a capital do principado da Galícia-Volínia. Nos anos 1378–1387 a vila ficou subordinada à Hungria. Em 1387 Chełm foi reincorporada na Polônia. Em 1392 obteve os direitos de cidade.
No século XV, tornou-se sede de três cortes nobres de primeira instância: município, terra (Chełm) e terra (Horodel).
Nos séculos XVI e XVIII, o calcário foi extraído lá. Nos anos 1220–1596, 1905–1915, 1940–1944 foi a sede do bispado ortodoxo, em 1596–1875 a sede do bispado uniata, 1349–1807 o bispado católico. A cidade era também o lar de uma das maiores comunidades judaicas.
Em 1648, ela foi incendiada pelos cossacos de Bohdan Chmielnicki. Em 8 de junho de 1794, o corpo do exército do general Józef Zajączek sofreu uma derrota lá (durante a Revolta de Kościuszko). A partir de 1795 a cidade ficou sob o domínio austríaco, a partir de 1809 do Ducado de Varsóvia e a partir de 1815 da Polônia do Congresso sob o domínio russo. Nos anos 1867–1912 ou 1915 a cidade foi a capital do condado de Chełm. Nos anos 1912–1915 tornou-se a capital de uma gubernia independente excluída das fronteiras da Polônia do Congresso. Em 1877, uma ferrovia foi trazida para a cidade. Foi colocada em uso em 17 de agosto de 1877, e desta forma Chełm tornou-se uma das cidades por onde passava a Ferrovia do Vístula.
Em novembro de 1918, Chełm voltou a fazer parte da Polônia. Para utilizar o potencial da cidade, sua infraestrutura ferroviária e sua localização central nos territórios do leste, foi decidida uma estratégia, no início da década de 1920, para a cidade transferir a Direção Regional de Ferrovias Estatais do Leste de Radom para Chełm e, como resultado, realizasse uma grande expansão de Chełm. Entre 1926 e 1939, foi criado o distrito modernista de Nowe Miasto, espalhado por uma área de 432 hectares (mais de sete vezes o tamanho da cidade preexistente), que, em termos de escala, está entre os maiores investimentos na Polônia independente. Nos anos 1928–1939, os primeiros sistemas de água e esgoto com uma estação de tratamento de esgoto em Bieławin foram construídos para o novo distrito e a Cidade Velha.
No período entre guerras, o 7.º Regimento de Infantaria da Legião da 3.ª Divisão de Infantaria da Legião e o 2.º Regimento de Artilharia Pesada, nomeado em homenagem a Hetman Jan Zamoyski, estavam estacionados na cidade. Em 24 de setembro de 1933, com a participação do Presidente da República da Polônia, Ignacy Mościcki, foi inaugurado um monumento na praça do quartel de Chełm em homenagem aos soldados mortos do 7.º Regimento da Legião. Em 1938, o Batalhão de Defesa Nacional “Chełm” foi formado aqui como parte da Semi-Brigada de Defesa Nacional Voliniana.
Em 8 de setembro de 1939, a força aérea alemã atacou a cidade de 35 570 habitantes. Em 8 de outubro de 1939, o exército alemão ocupou a cidade. Em 12 de janeiro de 1940, a polícia militar disparou contra 440 pessoas nas dependências de um hospital psiquiátrico. Em outubro de 1940, foi criado um gueto fechado para a população judaica. De julho de 1941 a abril de 1944, o Stalag 319, um dos maiores campos de prisioneiros de guerra alemães na Polônia, funcionou na cidade, por onde passaram cerca de 200 mil prisioneiros, dos quais cerca de 90 mil morreram. Durante a ocupação alemã, o Exército da Pátria, NOW, NSZ e BCh operaram na região de Chełm.
Em 21 de julho de 1944, como resultado da operação Brest-Lublin, Chełm foi capturada pelo Exército Vermelho e os soldados do Exército Interno cooperaram com ele. Durante vários dias foi a capital informal da Polônia. As autoridades do pós-guerra nomearam a cidade como o local onde foi adotado o Manifesto do Comitê Polonês de Libertação Nacional (na verdade, foi adotado em Moscou em 20 de julho de 1944 e também anunciado lá). Em 24 de julho, um representante das novas autoridades do governo local, mais tarde o voivoda de Lublin, capitão Kazimierz Sidor, chegou a Chelm. De 24 a 28 de julho, outros membros do PKWN vieram à cidade. No final de julho, havia um verdadeiro duplo poder na cidade: o PKWN e a Delegação do Governo para o país, e a respectiva Câmara Municipal.
Nos anos 1975–1998, foi a sede da voivodia de Chełm e, desde 1999, é uma cidade com direitos de condado e a sede do condado de Chełm (unidades governamentais locais separadas).

### Relações polaco-russas e polaco-ucranianas

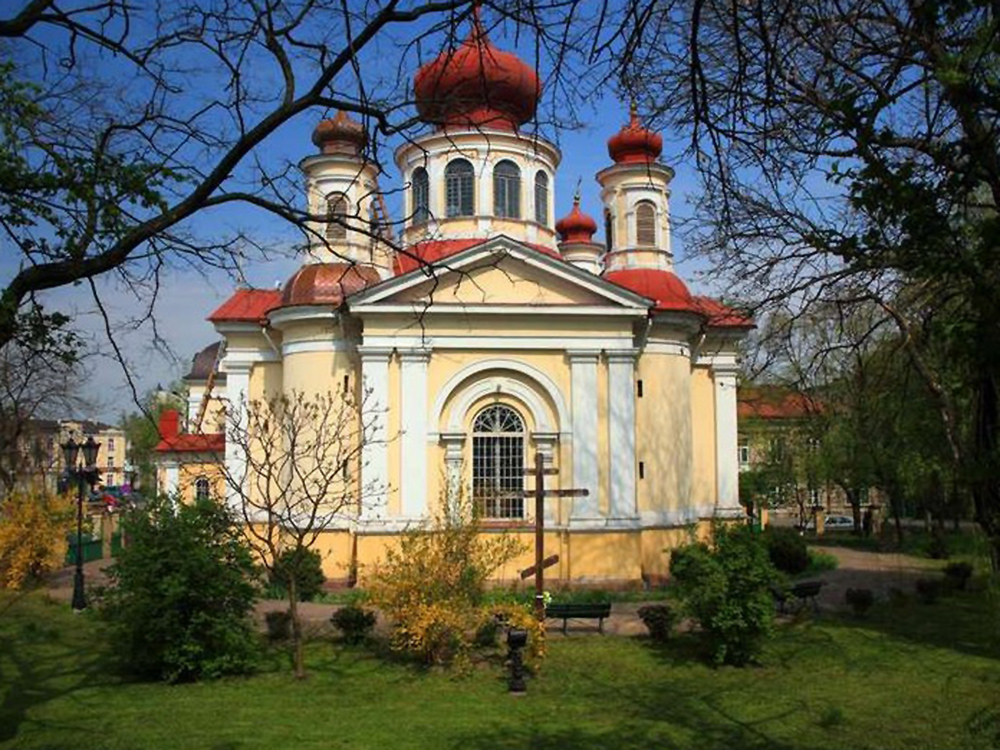
Igreja cocatedral ortodoxa de São João, o Teólogo

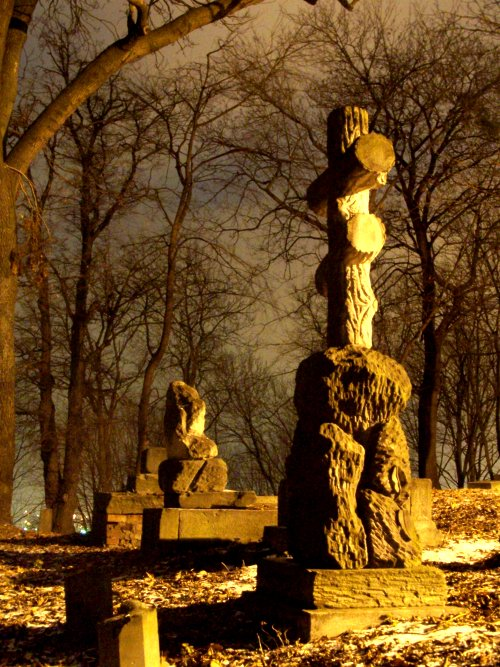
Cemitério ortodoxo em Góra Chełmska de meados do século XIX

Chełm e a terra de Chełm estão intimamente relacionados com a história da Rússia de Kiev. Eles foram habitados por rutenos por séculos. Personalidades ucranianas como Mychajło Hruszewski, Filip Filipczuk e Antoni Wasyńczuk vieram das proximidades de Chełm.
No início da Primeira Guerra Mundial, foi criado o conceito do ministro das Relações Exteriores czarista Sergei Sazonov, que previa a criação de um Estado polonês autônomo, o chamado Plano de Sazonov.
No entanto, a Terra de Chełm, considerada pela administração czarista como de nativos rutenos, não deveria ser incluída nessa estrutura. Foi somente após a queda do Império Russo e após o fim do Primeiro Mundo, guerras polaco-ucranianas e polaco-bolcheviques que a região de Chełm (com 23,1% de minoria ucraniana) tornou-se parte da Segunda República Polonesa novamente. Na tentativa de fortalecer a relação secular com a cultura polonesa, a nova administração entregou à Igreja Católica em 1919 o complexo da igreja e do mosteiro em Góra Chełmska, a antiga sede da diocese ortodoxa, que as autoridades polonesas dissolveram formalmente em 1922. Eles também impediram a abertura de escolas com o ucraniano como língua de instrução. No entanto, a consciência nacional dos ucranianos foi crescendo, o que contribuiu para o aumento das tensões entre poloneses e ucranianos, também em Chełm. As relações mútuas deterioraram-se quando, em 1938, as autoridades da região de Chełm demoliram 127 templos ortodoxos, incluindo 91 igrejas, 10 capelas e 26 casas de oração.
A Segunda Guerra Mundial e a ocupação alemã culminaram no conflito. Além de muitas unidades ucranianas que colaboram com o Terceiro Reich, uma das principais organizações que lutou pela implementação de sua visão de um Estado ucraniano independente, que também incluía os chamados nacionalistas ucranianos da Organização dos Nacionalistas Ucranianos (OUN) pertenciam à Zakerzonia (que incluía a Terra de Chełm). Os ucranianos obtiveram uma posição privilegiada em relação aos poloneses das autoridades de ocupação alemãs e iniciaram a ucranização da Terra de Chełm. Enquanto isso, em Chełm, a administração alemã restaurou a Igreja Ortodoxa e o complexo do mosteiro em Góra Chełmska (diocese de Chełm e Podláquia da Igreja Ortodoxa Autocéfala no Governo Geral). Em 1942, as execuções individuais de representantes de ambas as nações, suspeitos de colaboração com a potência ocupante se intensificaram na região de Chełm. Logo em seguida, houve um genocídio cometido por nacionalistas ucranianos contra cidadãos poloneses, cujo exemplo mais drástico foi a Chacina em Volínia, cujas vítimas incluíam cerca de 60 mil poloneses e a limpeza étnica no leste da Pequena Polônia, que fez um número igualmente grande de vítimas, estimado também em 60 mil vítimas. Todos esses eventos ocorreram nas imediações da região de Chełm. Milhares de poloneses da Volínia que sobreviveram aos pogroms buscaram refúgio em Chełm em 1943–1944.
O direito da República Socialista Soviética da Ucrânia à Terra de Chełm também foi mantido pelos comunistas ucranianos liderados por Nikita Khrushchov. Uma semana antes da assinatura do “Acordo entre o PKWN e o governo da União Soviética na fronteira do Estado polaco-soviético” em 27 de julho de 1944, Khrushchov escreveu a Josef Stalin um pedido para unir essas áreas à URSS, mas a fronteira no rio Bug já estava selada e posteriormente confirmada na Conferência de Ialta. Vários milhares de ucranianos deixaram voluntariamente a cidade e seus arredores, indo até o final de 1944 como parte do chamado tratados republicanos sobre a RSS ucraniana. Os demais foram deportados para lá no período de 1944–1946.
Hoje a Chełm mantém laços de parceria com a ucraniana Kovel. A prioridade dada à criação de um presente e futuro comum é enfatizada pelos tratados bilaterais dos Estados. A organização polaco-ucraniana do campeonato europeu de futebol em 2012 não tem menos impacto na reconciliação, graças à qual Chełm, como cidade de trânsito na importante ligação Varsóvia-Kiev, pode receber novos impulsos de desenvolvimento.

### História dos judeus
A evidência mais antiga da presença de judeus na cidade é a inscrição na lápide do cemitério judaico municipal, confirmando o ano de 1442. Mas os primeiros mercadores judeus apareceram antes em Chełm, numa importante rota comercial. No século XV, os judeus de Chełm compraram uma igreja em ruínas dos dominicanos e a reconstruíram em uma sinagoga. O famoso reb Juda Aron de Chełm, o rabino de Lublin, Chełm e Bełz, veio de Chełm. Seu filho era Elijah Baal Shem de Chełm. Em 1550, 371 judeus viviam em Chełm. Os professores da famosa yeshivá de Chełm eram, entre outros, Simeon Auerbach e Elijah ben Salomon Zalman. O rabino nos anos 1606-1615 foi Samuel Eliezer ben Judah Edels. Em 1648, durante a Revolta de Khmelnitski, os cossacos assassinaram quase todos os judeus. Esses eventos são lembrados pela oração El mole rachamim (em hebraico:  Deus, cheio de misericórdia).
A Qahal (estrutura organizacional teocrática na antiga sociedade israelita) foi reativada após 1660. No século XVIII, o comércio e o artesanato se desenvolveram e o hassidismo exerceu uma forte influência na comunidade de Chełm. Em 1765, havia 1 500 judeus em Chełm, em 1857 — 2 493, e em 1931 — 13 537. Em 1849 havia duas sinagogas e duas casas de oração, e em 1903 — 45 cheder (escola primária tradicional que ensina os fundamentos do judaísmo e da língua hebraica). Nos anos 1918–1939, cinco jornais judeus foram publicados. Pouco antes do início da guerra, cerca de 15 mil judeus viviam em Chełm — cerca de 44% da população da cidade.
A Segunda Guerra Mundial abalou brutalmente o shtetl. A perseguição aos judeus começou em dezembro de 1939, quando os alemães deportaram parte da comunidade judaica de Chełm para Sokal, na zona de ocupação soviética. Em maio de 1941, cerca de 2 mil judeus da Eslováquia foram trazidos para o gueto fundado na cidade. Um ano depois, foram transportados para o campo de extermínio de Sobibor. Apenas alguns sobreviveram.
Em abril de 1945, logo após a Páscoa, ocorreu o primeiro pogrom antijudaico na Polônia do pós-guerra.
A tradição do humor judaico está ligada a Chełm. Nas piadas do folclore dos judeus da Europa Oriental, os judeus de Chełm, com seus rabinos, eram apresentados como tolos amigáveis que encontravam sempre soluções bizarras ou erradas para os problemas. O polonês laureado com o Prêmio Nobel, Isaac Bashevis Singer, confiou nessa tradição, criando em seus contos ou peças teatrais escritas em iídiche heróis engraçados — “Sábios” de Chełm. A ação do musical Shlemiel, o Primeiro, baseado em um de seus contos, também acontece em Chełm. As histórias de Singer, traduzidas para vários idiomas, tornaram a cidade famosa em todo o mundo como uma cidade de tolos de contos de fadas. No entanto, o microcosmo judaico jocosamente retratado da shtetl Chełm, no qual a tradição colide com a modernidade, o misticismo e a fé com o liberalismo, o secularismo e o niilismo, serve apenas como metáfora para conflitos universais semelhantes ao redor do mundo, como o próprio Singer concluiu com os pensamentos de seu herói Szlemiel em um de seus romances curtos:
Aqueles que deixam Chelm terminarão sua viagem em Chelm,

Aqueles que ficam em Chelm já estão lá, com certeza.

Todos os caminhos levam a Chelm,

Porque o mundo inteiro é um grande Chełm.

### Estrutura municipal
Presidente da cidade de Chełm — Jakub Banaszek
Primeiro vice-prefeito da cidade de Chełm — vago
Segunda vice-prefeita da cidade de Chełm — Dorota Cieślik
- Gabinete do prefeito da cidade
- Departamento de Arquitetura, Geodésia e Investimentos — Departamento de Imóveis, Departamento de Arquitetura e Construção, Departamento de Geodésia e Cartografia, Departamento de Investimentos, Departamento de Estradas e Transportes
- Secretaria Municipal — Secretaria Municipal de Infraestrutura, Secretaria de Proteção Ambiental, Secretaria Municipal de Gerenciamento de Resíduos
- Secretaria de Educação — Secretaria de Educação, Secretaria de Serviços Compartilhados de Unidades Educacionais
- Departamento de Promoção, Cultura e Esporte
- Departamento de Projetos e Estratégia
- Departamento de Atendimento ao Residente — Departamento de Comunicação, Departamento de Cadastro de População, Departamento de Contato com Residentes
- Departamento de Assuntos Civis — Departamento de Saúde e Cuidados Infantis e Familiares, Departamento de Gestão de Crises
- Departamento Financeiro — Departamento de Contabilidade Orçamentária, Departamento de Impostos e Taxas Locais, Departamento de Contabilidade Fiscal
- Departamento de Orçamento
- Departamento Organizacional — Departamento de Assuntos Organizacionais e Trabalhistas, Departamento Econômico
- Cartório
- Polícia Municipal
- Gabinete da Câmara Municipal
- Escritório de Controle
- Auditoria interna
- Equipe de Assessores Jurídicos
- Escritório de Informática
- Ouvidoria Municipal do Consumidor
- Inspetor de Proteção de Dados
- Plenipotenciário para a Proteção de Informações Classificadas.[12]

## Arquitetura

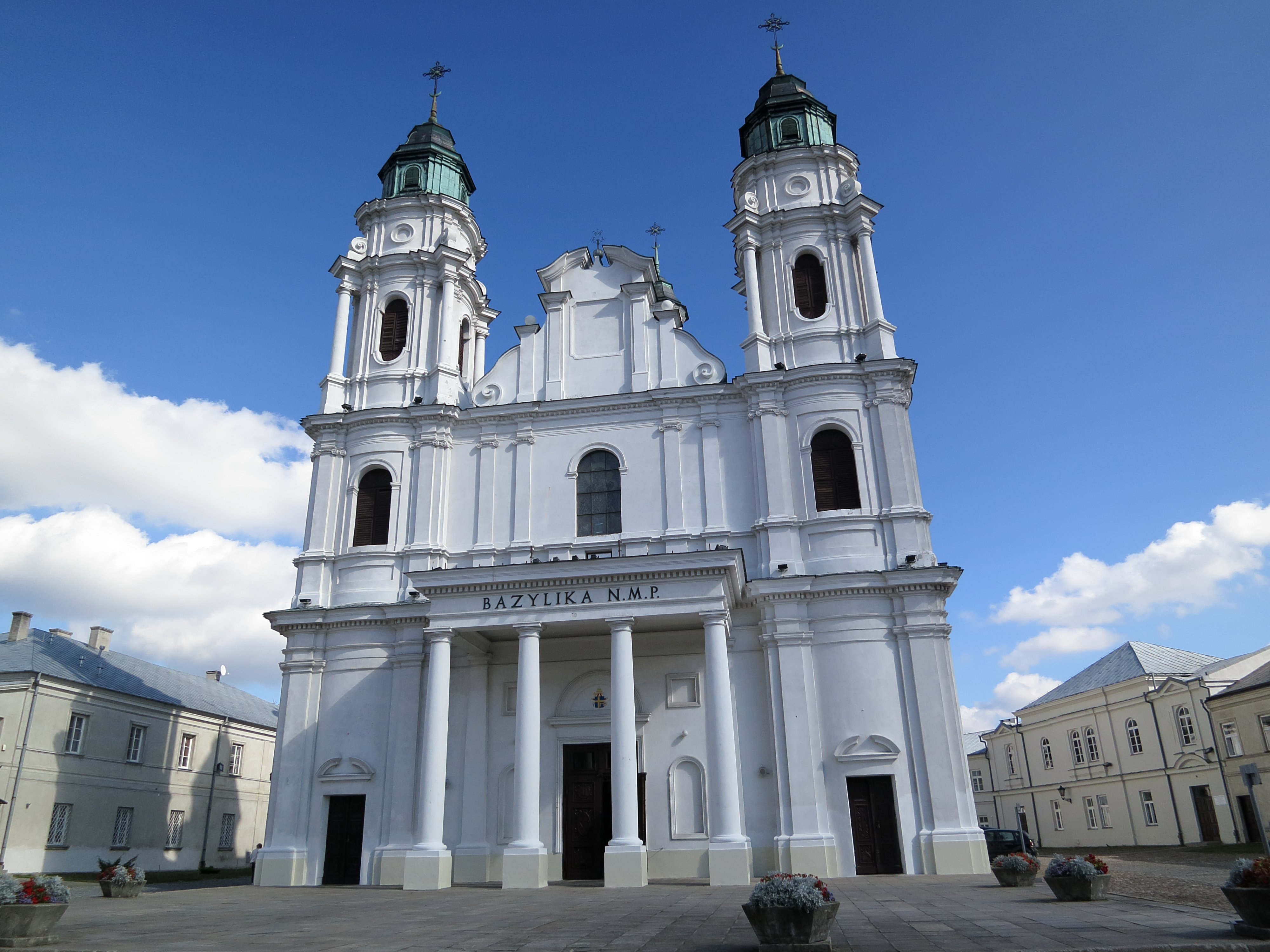
Basílica da Natividade da Bem-Aventurada Virgem Maria, antiga catedral greco-católica, hoje igreja paroquial católica (séculos XVII/XVIII)

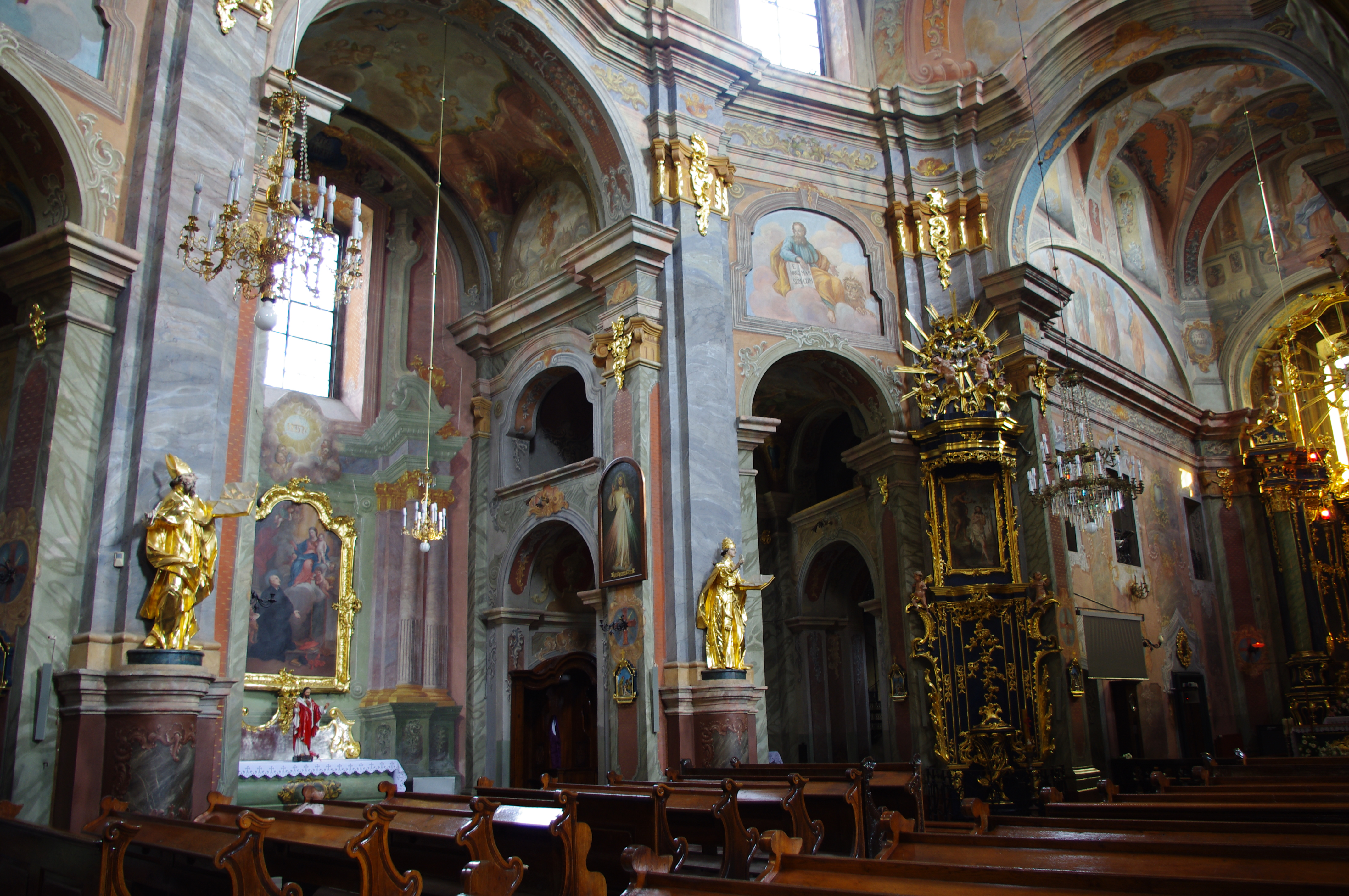
Interior da igreja dos Santos Apóstolos

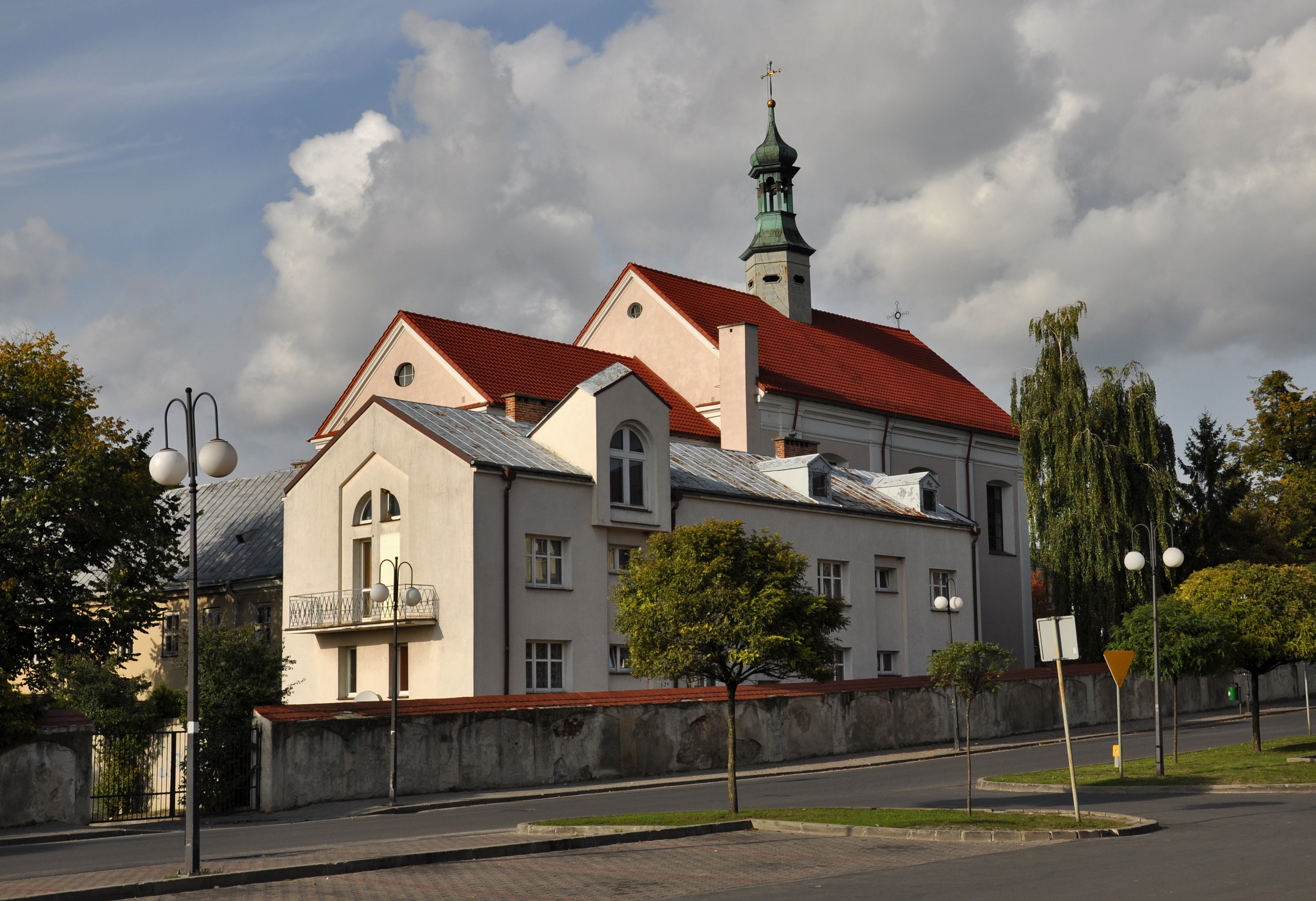
Igreja de Santo André — vista da rua J. Popiełuszko

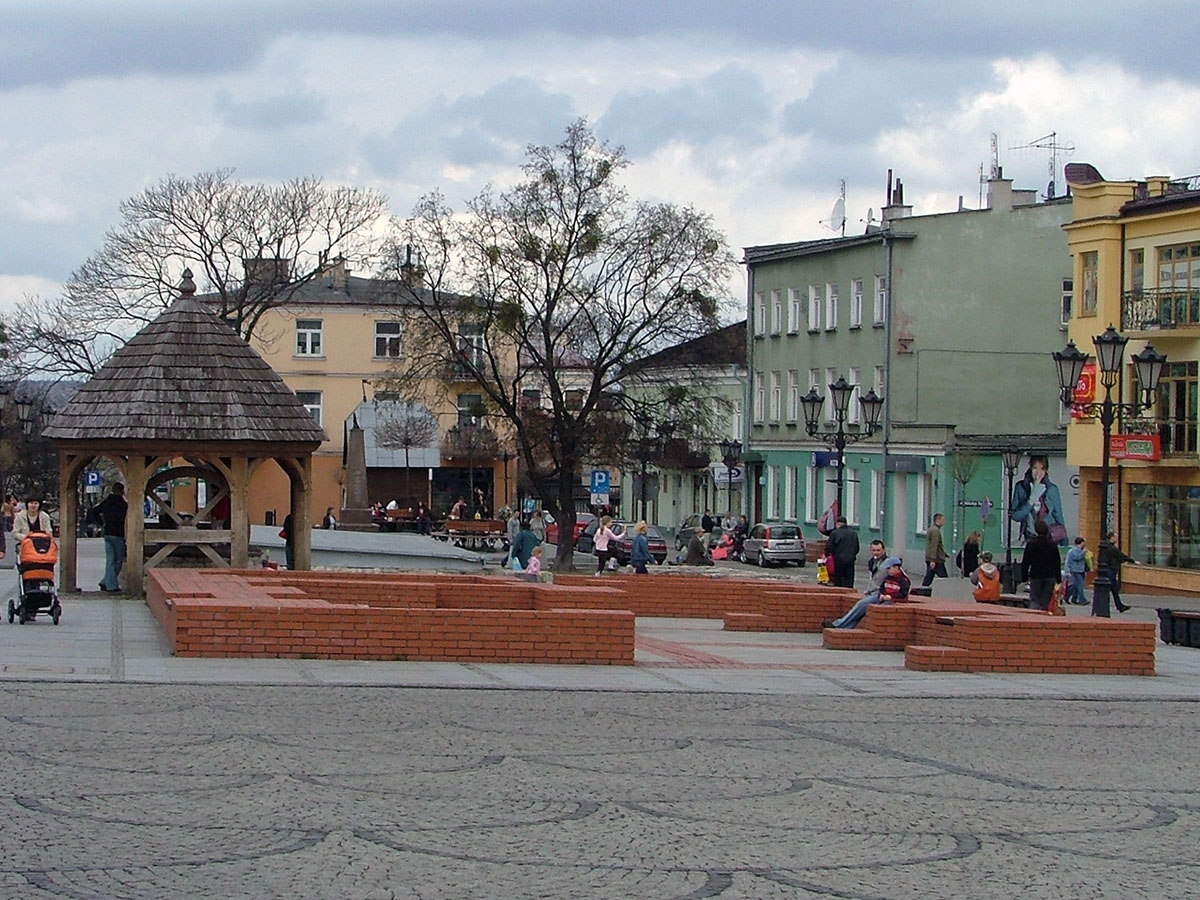
Praça Łuczkowski com os restos da antiga prefeitura e a casa do starosta de Chełm, W. Węgliński, e o poço municipal reconstruído

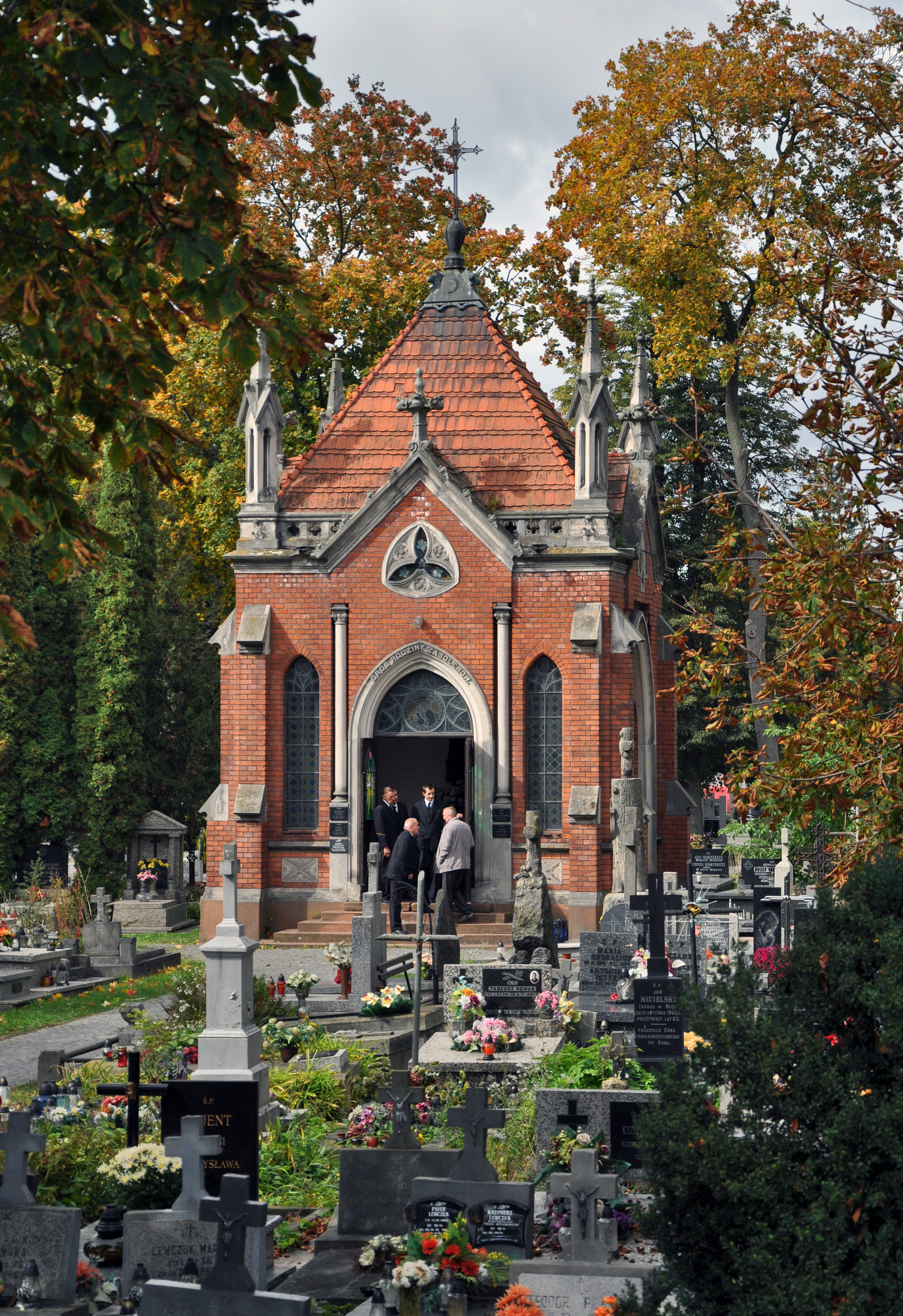
Cemitério na rua Lwowska (católico e ortodoxo) — capela da família Zajdler de 1908

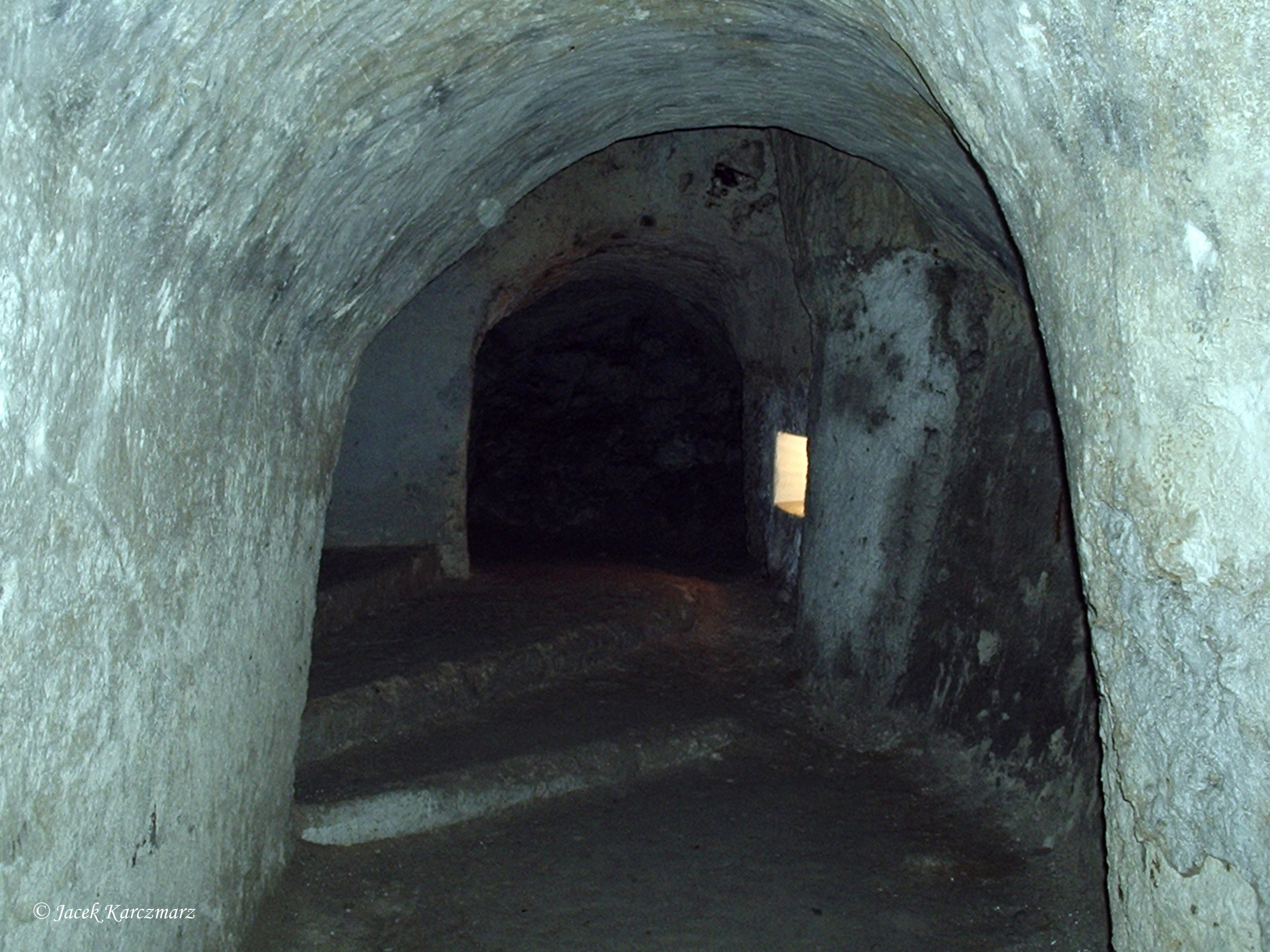
Subterrâneos do Cretáceo

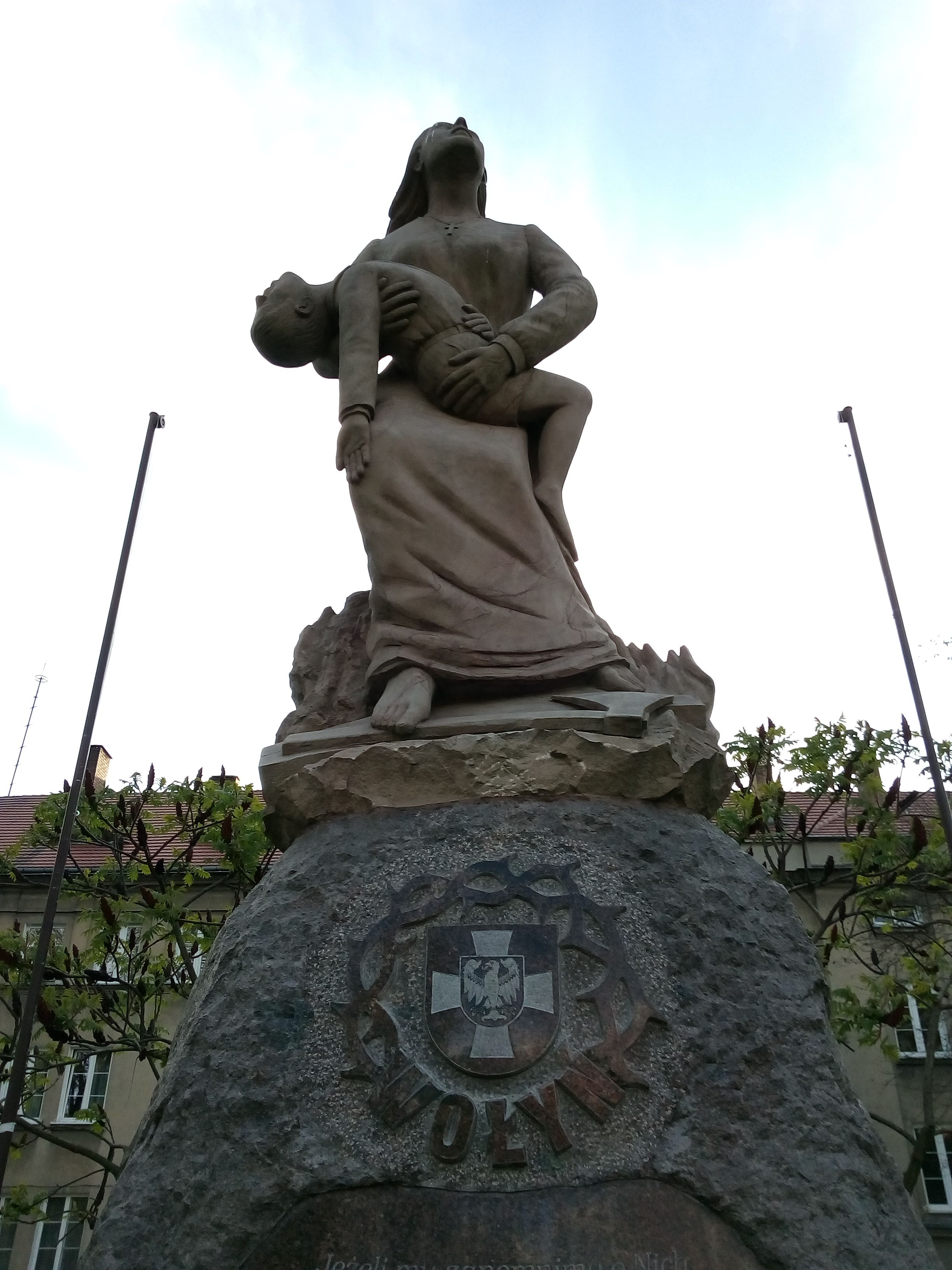
Pietá Wołyńska comemora as vítimas do genocídio de poloneses cometido pela Organização dos Nacionalistas Ucranianos e pelo Exército Insurreto Ucraniano nas fronteiras orientais

- Subterrâneos do Cretáceo — Chełm é famosa pelo único subterrâneo do Cretáceo na Europa, cujas origens remontam ao século XIII. Os corredores mais antigos estão localizados sob Górka Chełmska (Montanha da Catedral). Esses corredores foram cavados pelos moradores para fins defensivos - nas obras, os moradores se escondiam, entre outros, contra as invasões de tropas estrangeiras, por exemplo, tropas tártaras. Com o tempo (a partir do século XVI), o calcário começou a ser extraído e comercializado. No século XVII, 80 de cada 100 casas tinham entradas para o subterrâneo. Segundo uma pesquisa realizada na década de 1960, cientistas da Universidade de Tecnologia de Cracóvia determinaram que o comprimento total dos corredores poderia chegar a 60 km. Existem lendas, contos e contos de fadas associados ao submundo. A lenda mais famosa fala do protetor dos subterrâneos de calcário, o guardião dos tesouros ali escondidos, o Espírito Bieluch, que, segundo a lenda, é o espírito do urso branco no brasão de Chełm (segundo a lenda, este animal viveu em uma caverna de calcário em Góra Chełmska sob três carvalhos e saiu de lá quando a Terra de Chełm estava em perigo). Os corredores de calcário estão parcialmente abertos aos turistas. A trilha turística atual tem aproximadamente 2 km de extensão. A temperatura nos subterrâneos é constante independentemente da estação do ano e é de cerca de 9 graus Celsius com umidade do ar de 70–80%. Pode-se conhecer o espírito de Bieluch ao visitar os cofres de uma das câmaras. Um fantasma emerge da escuridão contando como assombrava ladrões e caçadores de tesouros.
- Grodzisko (“Colina Alta”, “Colina de Chelm”, “Colina da Vista” — um monumento natural) — data do início da Idade Média. Sob o solo estão os restos do palácio principesco e a igreja ortodoxa de São João Crisóstomo, construída pelo rei do Reino da Galícia-Volínia, Daniel da Galícia. Durante a pesquisa arqueológica, também foram descobertos os restos de uma torre de pedra que remonta ao século XIV. As fundações da igreja dos Santos Cirilo e Metódio, construída em 1875 e demolida depois da Polônia recuperar a independência em 1918.
- Basílica da Natividade da Virgem Maria — o primeiro templo foi construído no século XIII pelo rei do Reino da Galícia-Volínia, Daniel da Galícia como uma igreja ortodoxa. O atual templo barroco foi reconstruído pelo arquiteto Paweł Fontana como uma catedral uniata (católica-grega) nos anos 1736–1757. O construtor do templo foi Tomasz Rezler. Nos anos 1875–1915 foi um concílio ortodoxo. A partir de 1919, uma igreja católica. Nos anos 1940–1944 foi novamente uma igreja ortodoxa. O título de basílica menor foi dado ao templo pelo Papa João Paulo II.
- Campanário — construído em 1878, reconstruído e erguido em 1939. Aberto aos turistas em junho de 2008.
- Portão Uściłuska[41] (Portão da Basílica, Portão do Mosteiro, Portão do Castelo) — portão do período barroco do início de 1616.
- Mosteiro basiliano — construído nos anos 1640–1649, reconstruído muitas vezes. Atualmente usado para fins residenciais.
- Palácio dos Bispos católicos-gregos — construído nos anos 1711–1730. Reconstruído em 1876–1886 e 1920. Atualmente sede paroquial.
- Edifício da Irmandade da Mãe de Deus — construído em 1904. Atualmente uma reitoria.
- Organistówka — um pequeno edifício de 1875 na entrada de Góra Zamkowa na rua Hrubieszowska. Após a renovação, foi a sede do Conservador Estatal de Monumentos em Chełm. Atualmente, abriga o jardim de infância particular “Arka” com departamentos de integração.
- Igreja dos Santos Apóstolos — igreja do barroco tardio do arquiteto Paweł Fontana, construída nos anos 1753–1763. O seu interior não foi alterado desde a sua construção, apenas renovado várias vezes. Erguida no lugar de uma igreja de madeira fundada no século XV pelo rei Ladislau II Jagelão em memória da vitória em Grunwald, na qual a 16.ª bandeira da Terra de Chełm, lutando sob o símbolo do Urso Branco contra um fundo vermelho, teve uma participação significativa. Esta igreja esteve constantemente nas mãos de católicos e poloneses (mesmo durante as partições da Polônia e a ocupação nazista).
- Mosteiro dos Escolápios — construído nos anos 1720–1726. Local de alojamento para os peregrinos que vão a Chełm. Antigo edifício agrícola do mosteiro basiliano. Atualmente, o presbitério da paróquia dos Santos Apóstolos.
- Colégio piarista — construído em paralelo com o mosteiro. Atualmente, é o Museu da Terra de Chełm Wiktor Ambroziewicz. Tem, entre outras, coleções arqueológicas e militares.
- Igreja e mosteiro dos padres reformados — um complexo de edifícios sagrados que consiste na igreja de Santo André Apóstolo (Santuário de Santo Antônio de Pádua) e o mosteiro dos franciscanos — padres reformados (OFM). Igreja barroca de Santo André Apóstolo, do arquiteto Paweł Fontana, construída nos anos 1737–1750, reconstruída várias vezes. O templo também foi usado pelos cristãos ortodoxos (1868–1915) como igreja de Santa Bárbara e pelos evangélicos (1915-1918 e 1939-1944) como igreja protestante.
- Igreja ortodoxa de São Nicolau - a igreja é mencionada no século XV. O edifício atual é de 1721–1727. Atualmente abriga a sala de concertos e o Departamento de Arte Antiga do Museu de Chełm.
- Antigo seminário greco-católico — um complexo de edifícios erguidos anexos à igreja de São Nicolau nos anos 1769-1800. Nos anos de 1919-1939 foi a sede do Seminário de Professores e II escola secundária General Królowej Jadwigi (a chamada Farbiszanek). Durante a República Popular da Polônia, abrigou uma escola para as futuras meninas no jardim de infância e uma Escola de Formação de Professores. Atualmente, é a IV Escola Secundária Dr. Jadwiga Mlodowska.
- Igreja ortodoxa de São João, o Teólogo — construída nos anos 1846-1849 no estilo bizantino-russo com elementos clássicos. Atualmente serve como cocatedral da diocese de Lublin-Chełm da Igreja Ortodoxa Autocéfala polonesa, e também é um templo paroquial. A única igreja ortodoxa preservada em Chełm.
- Pequena Sinagoga — construída no início do século XX. Atualmente, abriga o café e cervejaria “Browarek”.
- Antiga Sinagoga — construída em 1584. Destruída pelos alemães por volta de 1942. Após pesquisas arqueológicas, as fundações foram demolidas e um novo prédio foi erguido em seu lugar.
- Ruínas da prefeitura — agora um esboço das fundações da antiga Prefeitura do século XIV na praça Edward Luczkowski. A Prefeitura foi demolida em 1848 como resultado da ameaça de colapso após inúmeros incêndios.[22]
- Palácio Kretzschmar — um palácio eclético construído no final do século XIX. Antigamente, abrigava a agência dos correios, agora é o cartório.
- Complexo de Escolas de Mecânica - um edifício escolar, localizado na rua Pocztowej. Foi construído em 1878. Atualmente, é a sede da Universidade Estadual de Ciências Aplicadas em Chełm.
- Antigo seminário ortodoxo — construído em 1888-1890. Atualmente, é a sede da I escola secundária Stefan Czarniecki e ginasial n.º 2 Zygfryd Berezecki. Em frente ao edifício existe uma fonte.
- Edifício da Administração — construído em 1928-1938. A sede planejada da Diretoria de Ferrovias do Leste do Estado. Em 1944, a sede do Comitê Polonês de Libertação Nacional. Atualmente, a sede do Gabinete da voivodia de Lublin, da Delegação em Chełm, da Câmara Municipal e do Gabinete do Condado.
- Torre em Bieławin — ruínas de uma torre erguida em um morro no vale do rio Uherka, provavelmente do século XI. Até 1944 uma muralha foi preservada, mas foi explodida pelo exército alemão pouco antes de a cidade ser tomada pelas tropas soviéticas. O que resta dele são fundações desenterradas até uma altura de 2 metros.
- Edifício burguês — prédio residencial de 1875 na rua Lubelska 57. Após uma reforma geral por volta de 1980, foi transformado em museu.
- Prefeitura — construído em 1926. Atualmente, abriga o cinema “Zorza” e a Prefeitura. A ala que abriga o cinema “Zorza” foi completamente reconstruída na década de 1960.
- Cemitério na rua Lwowska (católico e ortodoxo) — um antigo cemitério fundado em 1790. Capelas históricas (“Branca” - família Bielski do final do século XVIII, com um mausoléu de chelmianos mortos e assassinados pelos nazistas durante a Segunda Guerra Mundial; “Vermelha” - família Zajdler de 1908). No cemitério há sepulturas de soldados que morreram nas batalhas de 1919-1920 e muitos padres e professores de mérito para Chełm (incluindo o presidente duas vezes de Chełm, Stanisław Gutt).
- Cemitério judeu — fundado na virada do século XVI. Destruído pelos nazistas, renovado após 1990.
- Cemitério ortodoxo — fundado na encosta de Chełmska Górka em 1867, devastado. Filip Filipczuk, primeiro-ministro da República Popular da Ucrânia, está enterrado lá. Durante as partições da Polônia, a elite oficial russa da cidade foi enterrada lá.
- Cemitério de guerra — fundado em 1915, localizado na encosta de Góra Zamkowa, abaixo do cemitério ortodoxo. O local de sepultamento de soldados poloneses (setembro de 1939 e 1944-1945) e soviéticos e partisans da Segunda Guerra Mundial (incluindo o herói soviético, tenente-coronel Nikolai Fedorov, que morreu em uma batalha de guerrilheiros travada em Wojsławice em 17 de abril de 1944).
- Cemitério de guerra (perto da floresta Borek, perto da vila de Strupin Łanowy) — fundado durante a Primeira Guerra Mundial, soldados da Primeira Guerra Mundial, do período entre guerras e da Segunda Guerra Mundial estão enterrados lá.
- Cemitério de prisioneiros de guerra (o chamado “Patelnia”) da Segunda Guerra Mundial — fundado durante a Segunda Guerra Mundial pelos nazistas para as necessidades do Stalag 319. 30 mil a 100 mil pessoas foram enterradas lá, principalmente soldados soviéticos e italianos.
- Parque municipal — criado no início do século XX. Ampliado após 1945. Até a década de 1980, havia uma lagoa lá. Não é oficialmente reconhecido como monumento. No parque, existe um monumento à AK Operação “Tempestade” desde 1994.
- Dziewicza Góra — o suposto antigo assentamento na vila de Horodyszcze, perto de Chełm, na verdade, descobriu-se que o assentamento existia em outra montanha, no local onde agora passa a estrada de Chełm a Włodawa. As supostas muralhas são de fato os restos de trincheiras da Primeira Guerra Mundial.
- Monumento aos siberianos — inaugurado em 17 de setembro de 2007, no aniversário do ataque da União Soviética à Polônia. Ele comemora os poloneses deportados do país pelos soviéticos. O monumento está localizado na rua Pocztowa perto do cruzamento com a rua Pulawska.
- Pietá Wołyńska — inaugurada em 17 de setembro de 2011 na praça da 27.ª Divisão da Volínia do AK, em homenagem às vítimas do genocídio de poloneses cometido por nacionalistas ucranianos da Organização dos Nacionalistas Ucranianos e do Exército Insurreto Ucraniano nas fronteiras orientais.
- Conjunto habitacional Dyrekcja — um conjunto residencial de ferroviários na zona leste da cidade, cujo traçado urbano foi inscrito no registro de monumentos sob o número A/138.[42]

## Comunidades religiosas

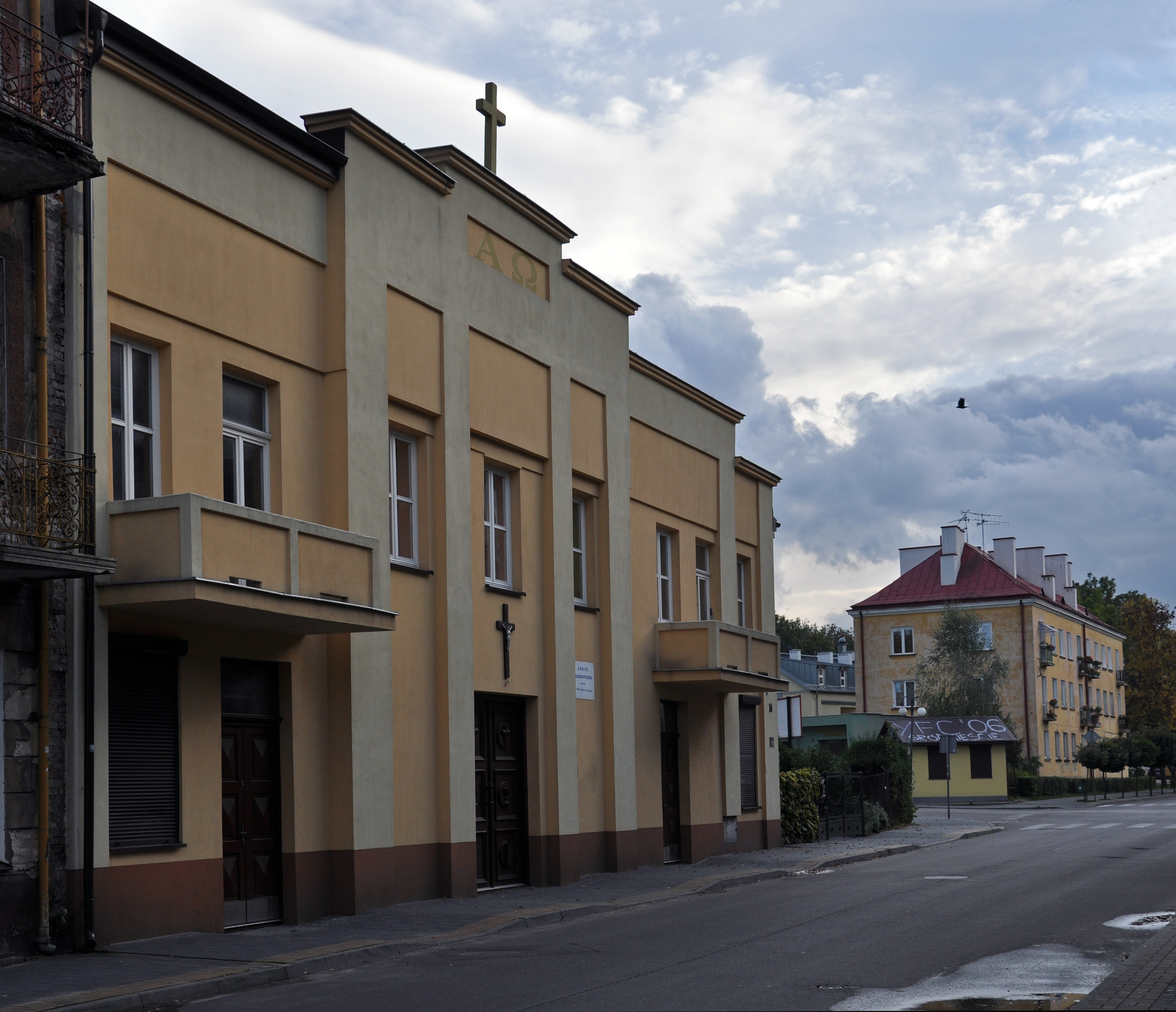
Igreja católica de Nossa Senhora da Vitória

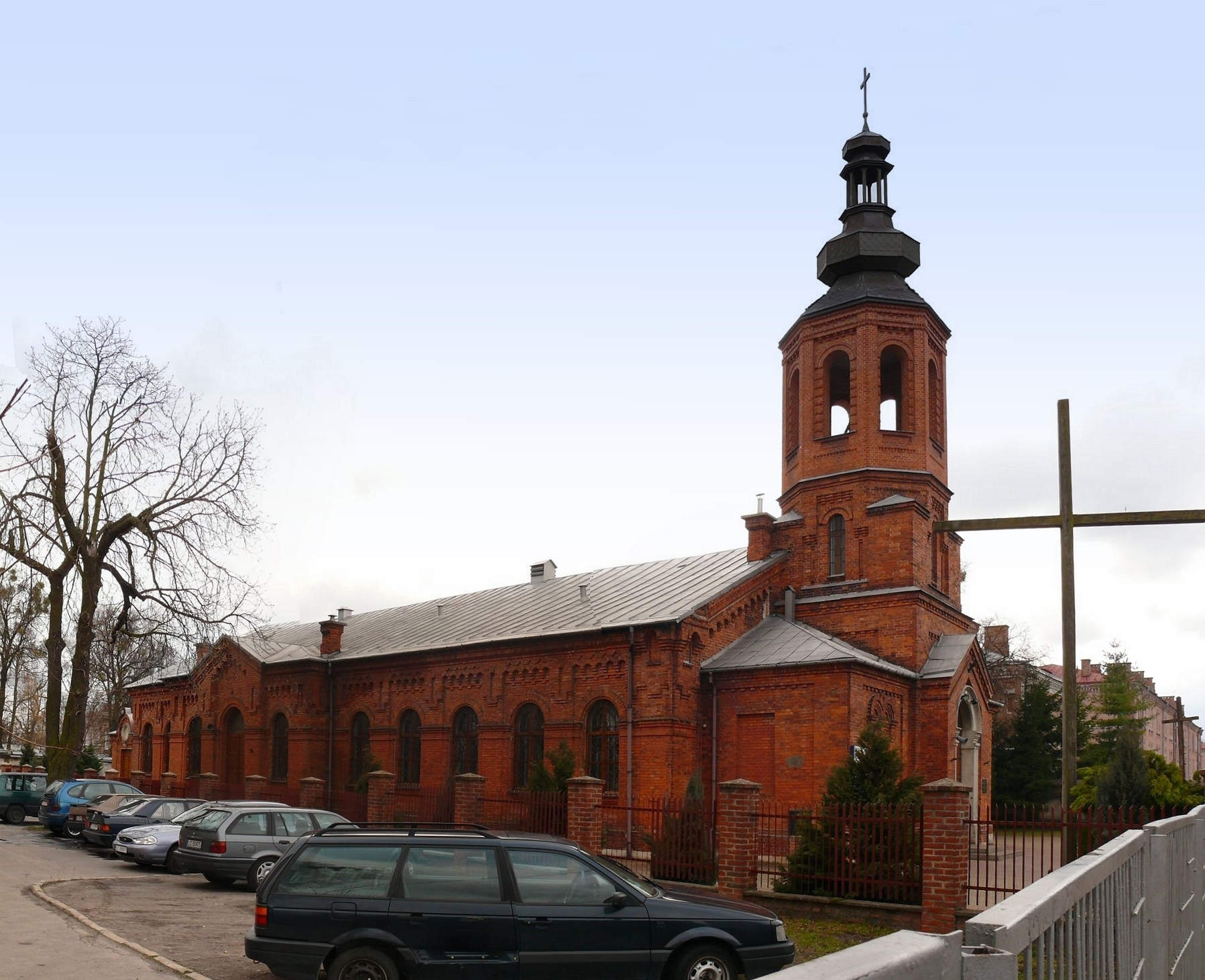
Igreja católica da guarnição civil (antiga igreja ortodoxa da guarnição)

Chełm é um dos centros religiosos do catolicismo, judaísmo, das igrejas ortodoxas e uniatas desde os tempos antigos. A cidade foi, simultaneamente, local de peregrinação de católicos, cristãos ortodoxos e uniatas ao ícone de Nossa Senhora de Chełm — cuja réplica está localizada no templo de Góra Chełmska e considerada milagrosa — e um dos principais centros da filosofia hassídica. O encontro das religiões é evidenciado pela proximidade de igrejas antigas ou ainda ativas em uma pequena área no centro da cidade. Nem sempre este bairro esteve isento de conflitos, como atesta o destino do templo. A igreja da Natividade da Bem-Aventurada Virgem Maria, já pertenceu aos ortodoxos, uniatas e católicos no século XIII. Um destino semelhante aconteceu com o ícone de Nossa Senhora de Chełm, cujo original está no Museu de Volínia de História Local em Lutsk desde 2000, enquanto apenas uma cópia pode ser admirada na basílica de Chełm. Hoje os chelmianos são principalmente católicos. Há também cristãos ortodoxos (cuja igreja do Santo Apóstolo e Evangelista João Teólogo (Bogosłów) é a cocatedral do Arcebispo ortodoxo de Lublin e Chełm, Abel, bem como uma igreja paroquial) e o fiéis da Igreja Católica polonesa (a igreja paroquial de Nossa Senhora da Vitória está localizada na rua Adam Mickiewicz).
Há também cinco igrejas protestantes em Chełm: a Irmandade Cristã (igreja em Chełm), a Comunidade Evangélica Cristã (igreja em Chełm), a Igreja Adventista do Sétimo Dia na República da Polônia (a igreja em Chełm), a Igreja Batista Cristã na República da Polônia (a igreja em Chełm) e a Igreja Pentecostal na República da Polônia (a igreja “Casa na Rocha”). Há também uma Congregação de Cristãos Independentes, pertencente aos Estudantes da Bíblia.
Além disso, há nove congregações de Testemunhas de Jeová na cidade: Jagiellonian, Jedność, lituano (incluindo o grupo de língua ucraniana), Malowane, Sul, Norte, Rejowiecka, Słoneczne, Leste (incluindo o grupo de língua de sinais) usando 4 Salões do Reino: rua Majowa 10 (Pokrówka), rua Pintado 2A, rua Warzywna 13 e rua Wojsławicka 36.

## Educação
A cidade de Chelm conta com 30 escolas e instituições de ensino públicas e 47 particulares:
Jardins de infância.
- 10 jardins de infância municipais
- 03 jardins de infância particulares
- Creche municipal n.º 3 com Secretarias de Integração na Escola e Complexo Infantil n.º 3

Escola primárias
- 09 escolas primárias municipais
- 03 escolas primárias particulares

Escolas de música

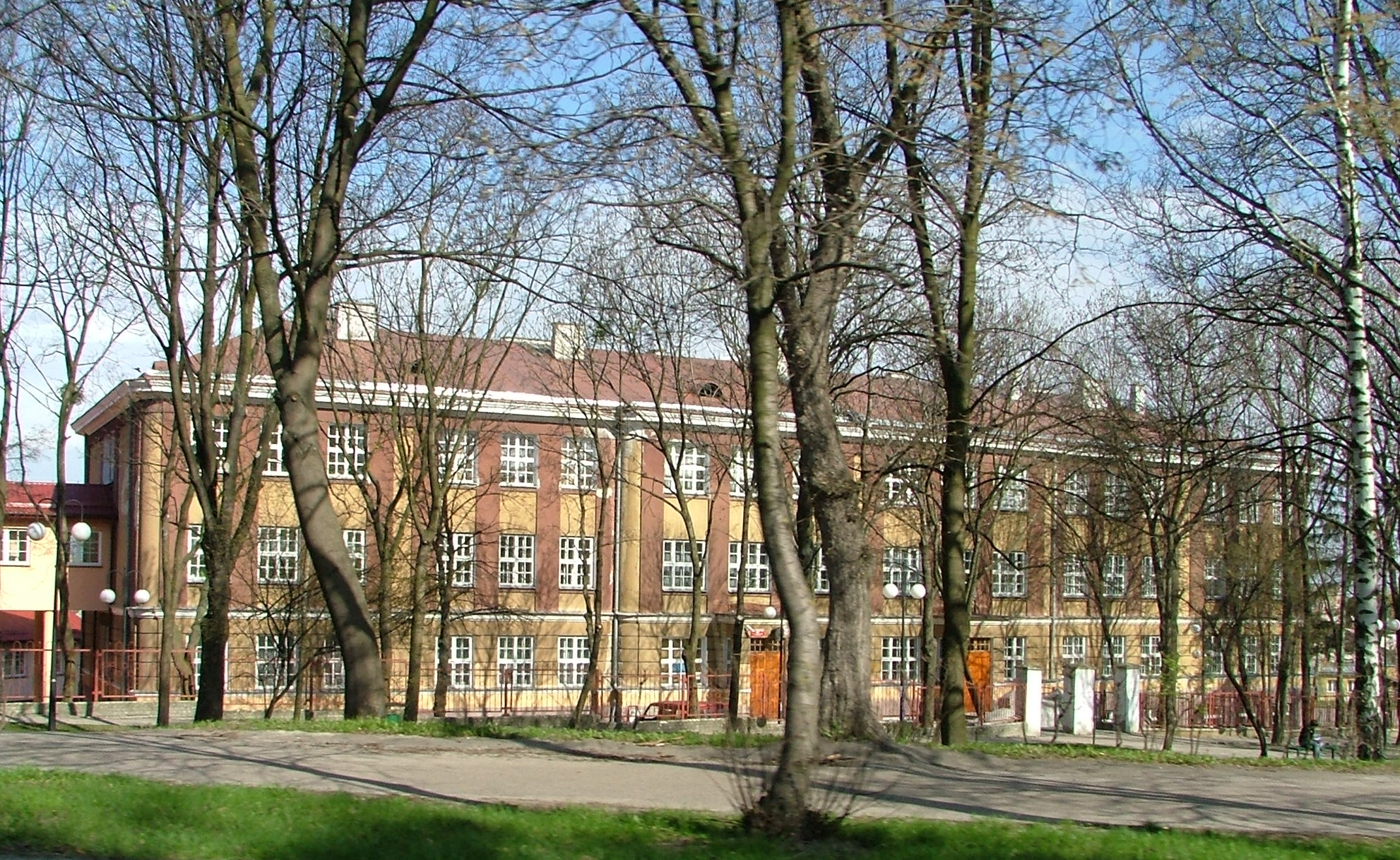
Escola primária n.º 5 Maria Konopnicka

- Escola Estatal de Música Primária e Secundária Ignacy Jan Paderewski
- Escola de Música Social do 1.º grau n.º 1
- Escola de Rock

Escolas secundárias

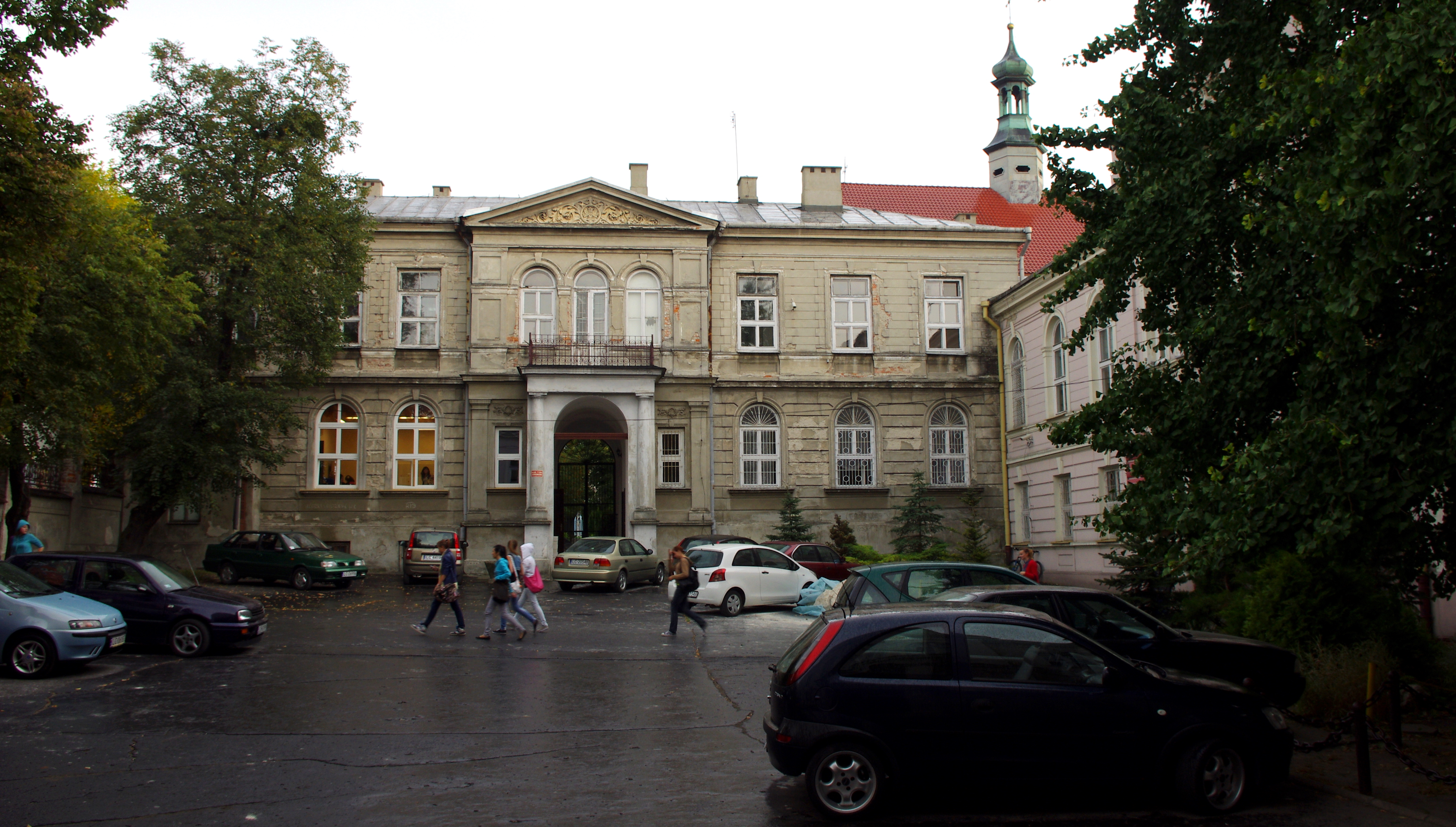
Complexo de Escolas Profissionalizantes n.º 4 Kazimierz Andrzej Jaworski (antigo mosteiro)

- Complexo de Escolas de Economia General Władysław Anders
- Complexo de Escolas de Energia e Transporte Pe. Stanisław Staszic
- Complexo de Escolas Técnicas General Zygmunt Bohusz-Szyszko
- Complexo de Escolas de Construção e Geodésicas 24.º Regimento de Artilharia Blindada
- Complexo de Escolas de Gastronomia e Hotelaria Kazimierz Andrzej Jaworski
- Centro de Educação Profissional e Continuada
- Escola secundária I Stefan Czarniecki
- Escola secundária II General Gustaw Orlicz-Dreszer
- Escola secundária III General Władysław Anders na Escola de Economia
- Escola secundária IV Jadwiga Młodowska, Departamentos de Integração

Escolas pós-secundárias
- 12 Escolas pós-secundárias

Faculdades

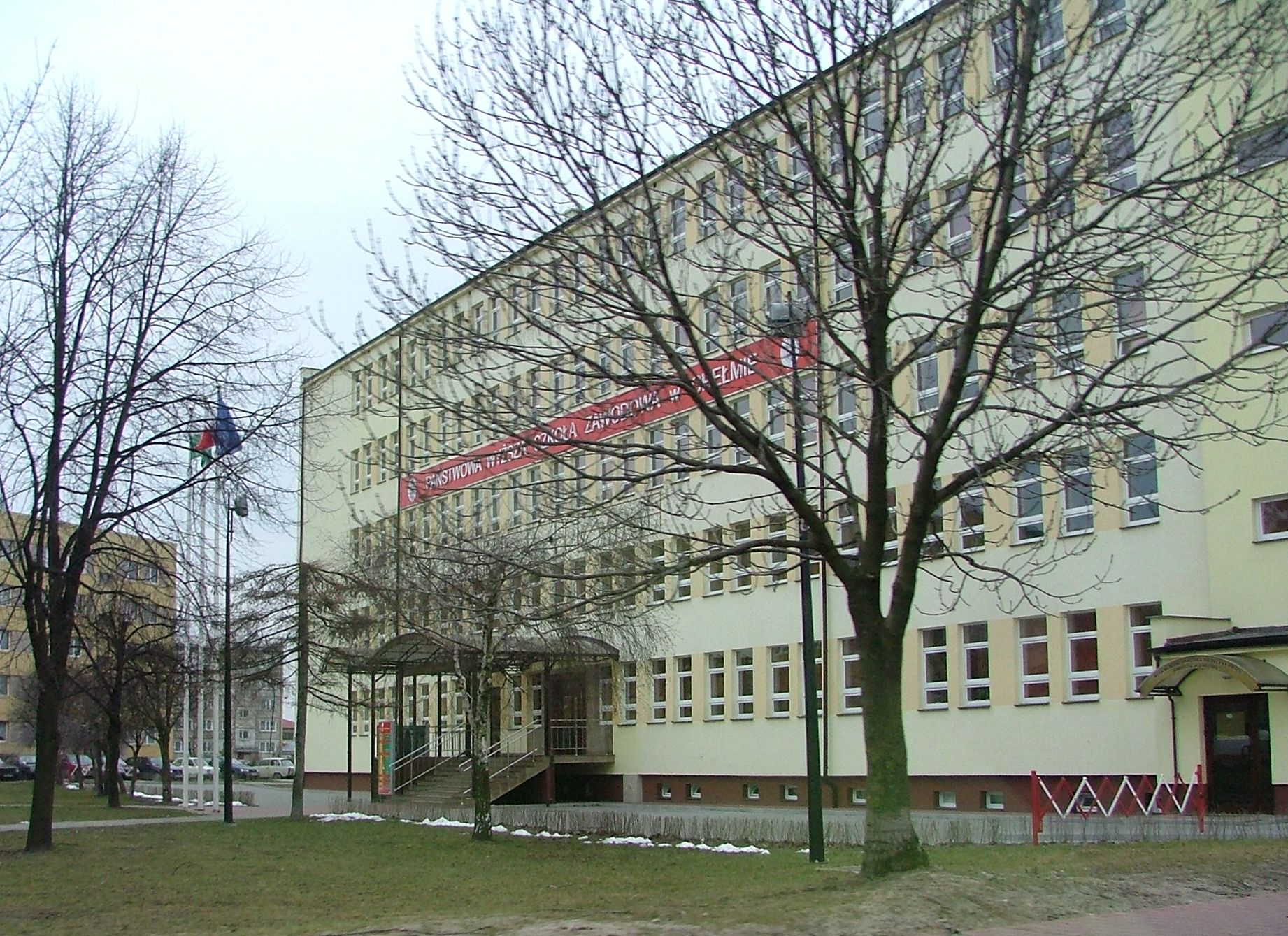
Escola Superior Estatal Profissionalizante em Chełm

- Escola Profissional Superior Estatal em Chełm
- Colégio de Professores de Línguas Estrangeiras
- Universidade de Relações Internacionais e Comunicação Social
- Faculdade de Relações Exteriores Bogdan Jański

Instalações educativas e assistenciais
- Lar para crianças menores em Chełm[53]
- Chełm Centro de Apoio à Criança e à Família
- Grupo de Educação e Assistência Psicológica e Pedagógica n.º 1 e n.º 2
- Associação de Amigos da Integração RAZEM em Chełm
- Complexo Escolar e Jardim de Infância n.º 3 com Departamentos de Integração
- Centro de Aconselhamento Psicológico e Pedagógico particular "Arka" em Chełm

## Cultura

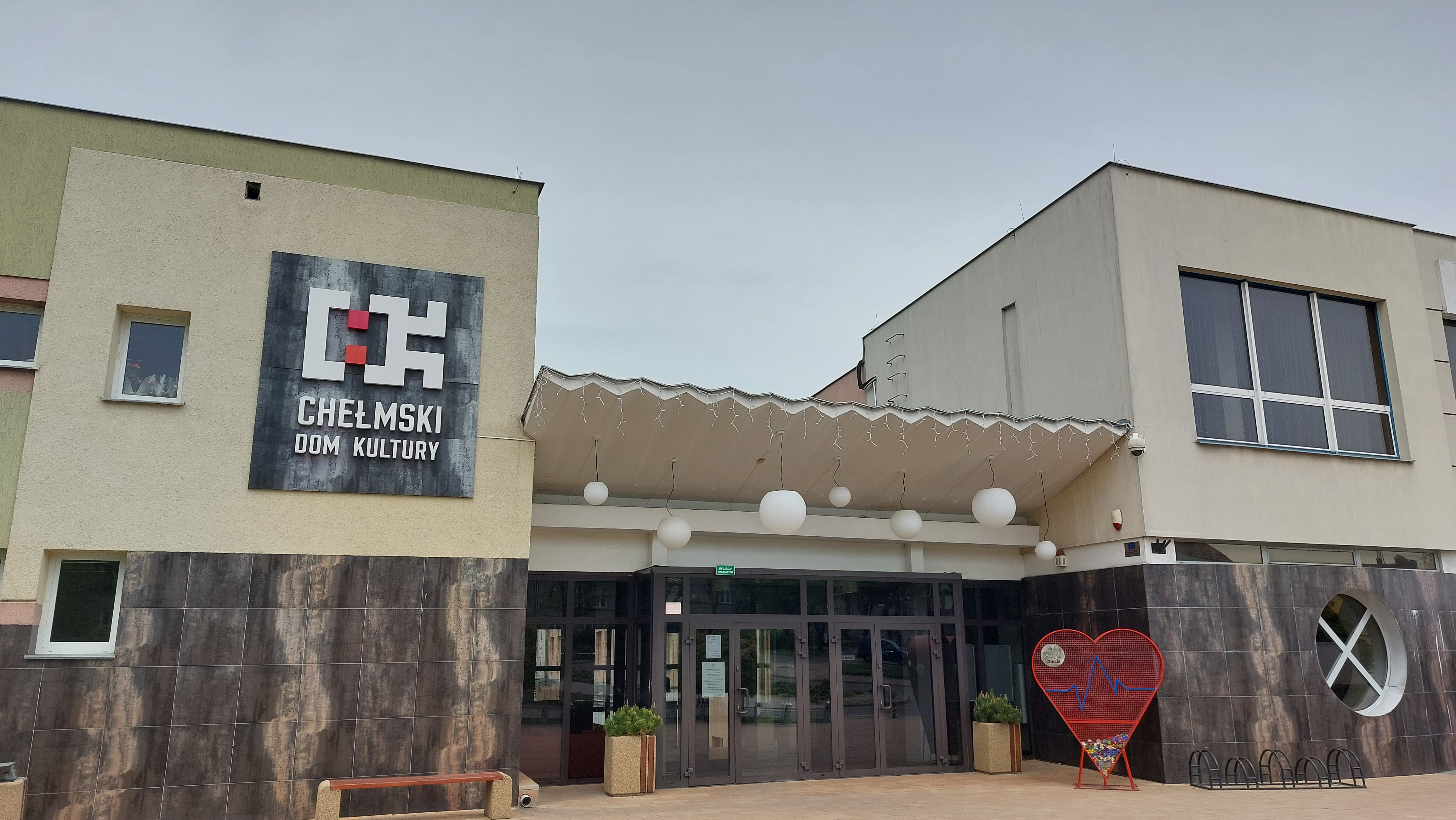
Centro Cultural em Chełm

As seguintes instituições relacionadas com a cultura estão localizadas em Chełm: Centro Cultural de Chełm, Biblioteca Pública de Chełm, Biblioteca Pedagógica de Chełm, Biblioteca Pública Europeia Menor, Arquivos Estatais em Lublin, sucursal de Chełm, Wiktor Ambroziewicz (possui acervos arqueológicos e militares e muitos outros), o Centro de Cultura Juvenil, a Escola Estadual de Música de 1.º e 2.º graus, cinema “Zorza”, anfiteatro Kumowa Dolina e diversas associações culturais.

### Museu da Terra de Chełm Wiktor Ambroziewicz
A história dos museus em Chełm remonta a 1882, quando o invasor russo fundou a Igreja e o Museu Arqueológico. A base da coleção do Museu eram pinturas, esculturas, livros e equipamentos litúrgicos, retirados pelos russos das antigas igrejas greco-católicas durante a liquidação da União de Brest em 1875. Atualmente, o acervo conta com cerca de 20 mil peças, das quais uma parte selecionada é apresentada anualmente em exposições permanentes e temporárias. A instalação desempenha um papel significativo na vida cultural de Chełm e da região. Realiza extensas atividades expositivas, educativas e científicas, procurando aumentar ao máximo seus acervos por meio de doações, pesquisas próprias e compras.
O atual Museu da Terra de Chełm ocupa quatro edifícios com 11 seções - arqueologia, história, etnografia, natureza, educação, arte na Terra de Chełm, arte contemporânea e galeria 72, biblioteca, fotografia antiga e estúdio fotográfico, arquivo.

### Biblioteca pública Maria Paulina Orsetti
A Biblioteca pública municipal tem a sede principal em Chełm, na rua Partyzantów 40. Ela atua também como uma biblioteca do condado, supervisionando o conteúdo de 15 bibliotecas municipais do condado de Chełm e suas filiais. Existem três filiais na cidade - na rua Nadrzeczna 5, rua Zachodnia 31 e rua 11 Listopada 4.
A Biblioteca pública municipal disponibiliza suas coleções fora (domicílio), como apresentação (no local), na forma de curto prazo (empréstimos de fim de semana) ou interbibliotecas (trazendo livros de outras bibliotecas). A biblioteca de Chełm organiza vários eventos culturais e educativos (aulas para crianças, exposições, encontros literários, concursos, projeções de filmes, conferências temáticas, etc.) e outros eventos cujo principal objetivo é a popularização da literatura e da leitura.
Os recursos da Biblioteca consistem em livros, coleções audiovisuais (audiolivros, filmes, coleções musicais), periódicos encadernados (arquivo), imprensa atual, documentos da vida social (cartazes, folhetos, etc.), coleções iconográficas, manuscritos e outras formas de documentos de biblioteca, e também recursos digitais disponíveis no site da Biblioteca Digital de Chełm. Os recursos mais valiosos incluem gravuras antigas (as mais antigas de 1591), uma coleção de jornais do século XIX e revistas clandestinas do período da Segunda Guerra Mundial, cartões postais de Chełm dos séculos XIX e XX e coleções regionais.

### Biblioteca Pedagógica
A Biblioteca Pedagógica é uma instituição de ensino ao serviço, nomeadamente, do processo de formação e aperfeiçoamento de professores, bem como de apoio às atividades das escolas, incluindo bibliotecas escolares, instituições de ensino e estabelecimentos de formação de professores. A biblioteca foi criada em dezembro de 1950. A instalação possui 6 departamentos: Departamento de Empréstimo de Livros, Sala de Leitura, Departamento de Coleções Especiais, Departamento de Coleção e Desenvolvimento de Coleções, Departamento de Informação e Bibliografia, Centro de Aplicações de Tecnologias de Informação e Comunicação.

### Centro Cultural da Juventude
O principal objetivo do Centro Cultural da Juventude de Chełm é criar condições para crianças e adolescentes para o desenvolvimento integral da personalidade e talentos, bem como organizar recreação e descanso nos tempos livres das atividades escolares e deveres familiares, em particular: desenvolver interesses, talentos, melhorando competências e aprofundando conhecimentos, moldando a capacidade de passar o tempo livre, moldando o sentido da própria identidade e o respeito pelo patrimônio cultural da região e do país e de outras culturas, bem como a preparação para a participação ativa na vida cultural.
O Centro Cultural da Juventude realiza as seguintes tarefas: educativas, culturais, preventivas, assistenciais, pró-saúde, esportivas e recreativas.

#### Outros
- Grupo de Dança Folclórica Terra de Chełm;
- Teatro das Hespérides;[61]
- Formação de danças latino-americanas Takt-Zomar - até 2009 na categoria maiores de 15 anos, conquistou 10 medalhas de ouro e títulos de campeonato, duas de prata e uma de bronze durante o Campeonato Polonês de Formação de Dança;[62]
- Clube de Dança Moderna Foton;
- Clube Boogie Opus Twist;
- Coral Terra de Chełm "Heynal" Mieczysław Niedźwiecki;[63]
- Coral da Escola Estatal de Música;
- Orquestra de metais;
- Palco Infantil;
- Promyczki;
- Teatro da Terra de Chełm.

### Imprensa local
Semanais:
- Super Tydzień Chełmski;[64]
- Nowy Tydzień – Semanário Local;[65]

Histórico:
- Dziennik Wschodni, filial Chełm;[66]
- Kurier Lubelski, filial Chełm;[67]

Outros:
- Kredą Pisane – Boletim Informativo da Cidade;[68]
- Rocznik Chełmski.

Portais de informação:
- chelm.naszemiasto.pl[69]
- wschodni 24[70]

### Rádio
Em Chełm, é possível receber inúmeras estações de rádio. De Chełm, da instalação SLR Kumowa Dolina, são transmitidos o sinal da rádio local Bon Ton na frequência de 104,90 MHz, Rádio Lublin polonesa na frequência de 100,9 MHz e o sinal da Rádio polonesa 24 na frequência de 100,2 MHz, e da instalação Żmudź-Leszczany localizada a cerca de 20 km a sudeste de Chełm, o sinal da Rádio Złote Przeboje na frequência 99,5 MHz.
Além da Rádio Bon Ton em Chełm, a equipe editorial também é a Rádio Lublin polonesa.

### Eventos cíclicos
- Corrida: Independência, Corrida na Trilha do Lobo, Meia Maratona de Chełm
- Mercado de Páscoa - durante a temporada de férias na praça Dr. E. Łuczkowski[75]
- Mercado de Natal combinado com um concerto de canções de Natal e pastorais - durante a véspera de Natal na praça Dr. E. Łuczkowski[76]
- Niedźwienalia - as férias estudantis de maio[77]
- Noite da Cultura[78]
- Cinema de verão sob as estrelas[79]
- Poço de música
- Godzina W - concerto no aniversário da eclosão da Revolta de Varsóvia[80]
- Niepodległa - concerto por ocasião do Dia da Independência Nacional
- Leitura Nacional - campanha nacional de leitura

## Economia

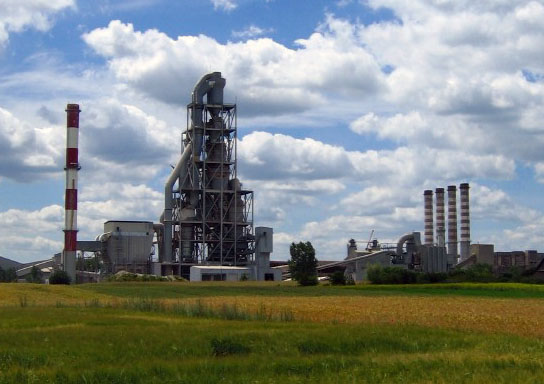
Fábrica de Cimento Chełm S.A. Grupo RMC Polska

Em fevereiro de 2025, a taxa de desemprego em Chełm era de 8,3% e no condado de Chełm, de 12,6%, sendo que a taxa de desemprego na voivodia de Lublin era de 7,7%.

### Mercado de trabalho
O maior número de pessoas está empregado em atividades profissionais, científicas, técnicas, administrativas, educacionais, culturais e recreativas. O comércio, reparação de veículos, transporte e armazenagem, informação e comunicação são o segundo setor com maior número de colaboradores. O terceiro lugar é ocupado pela mineração e pedreiras, processamento industrial e construção. A agricultura e a silvicultura são a penúltima categoria. As atividades financeiras, de seguros e imobiliárias são a última categoria com base no número de funcionários.
As indústrias dominantes são: a indústria mineral (cimento - a fábrica de cimento Chełm está operando na cidade desde 1960, a fábrica de vidro), a mina a céu aberto de calcário, a indústria alimentícia (Bieluch - uma das fábricas mais modernas na Polônia que produzem produtos lácteos, Jagiełło - produtor de cerveja local, Áustria Juice - produtor de sumos e concentrados, Dom-Mak - produtor de massas, “Spin” Spółdzielczy Zakład Pracy Chronalnej - produtos de confeitaria e famosos “agarks”.), Máquina, metal, liderada pela empresa Stal-Met, bem como pela empresa Hulanicki Bednarek.

### Serviços
Para além do centro comercial denominado Vendo Park, a Chełmska Galeria Handlowa iniciou a sua atividade em 2019. A Galeria Chełm com uma área de 17,5 mil m², oferece 55 espaços comerciais e de serviços e mais de 550 vagas de estacionamento. O terreno onde o novo centro comercial foi construído está localizado no cruzamento das ruas Lubelska e Rejowiecka - no local que constitui o principal centro de comunicação da cidade.
Em 2019, o Centro de Serviços Compartilhados PFR e o Fundo Nacional de Saúde iniciaram suas operações.

### Atratividade do investimento
Até 2026, a GDDKIA planeja concluir as obras no desvio norte de Chełm. Também em 2026, a via expressa está planejada para ser concluída em toda a sua extensão, de Lublin até o cruzamento da fronteira com a República Tcheca.
Em Chełm, existem áreas pertencentes à Zona Econômica Especial. Atualmente, está em curso a construção do Centro de Atividade Econômica de Chełm, ou seja, a primeira incubadora moderna da região, que apoiará as novas e jovens empresas nas suas atividades. Além disso, na rua Wschodniej, a ARP S.A. adquiriu um terreno de mais de 10 hectares para a construção de um HUB logístico.

## Empresas municipais

### Companhia Municipal de Serviços Públicos Sp. z o.o.
Companhia Municipal de Serviços Públicos Sp. z o.o. em Chełm é uma empresa de utilidade pública que realiza tarefas para a cidade de Chełm, os habitantes da cidade de Chełm e as comunas adjacentes. A empresa lida com a coleta, tratamento e distribuição de água, eliminação e tratamento de esgotos, coleta e transporte de resíduos urbanos, tratamento de resíduos urbanos, eliminação de resíduos urbanos e de amianto e manutenção da cidade limpa e arrumada. A empresa também administra o cemitério municipal de Chełm e realiza testes laboratoriais de água e esgoto.

### Companhia Municipal de Aquecimento Sp. z o.o.
Em 16 de março de 1982, por ordem do Diretor da Companhia Provincial de Serviços Públicos e Habitação em Chełm, foi criada a Divisão de Energia Térmica. Nesta forma de organização, a atividade foi desenvolvida até 1 de julho de 1982, quando a Companhia Municipal de Engenharia Térmica foi criada por ordem do Prefeito de Chełm.
A unidade recém-criada funcionou como empresa estatal até 31 de dezembro de 1992. Desde 1 de janeiro de 1993 - em decorrência da transformação - continua atuando como sociedade de direito comercial.
O principal objetivo da atividade é a produção, transmissão e distribuição de calor em Chełm. Esta tarefa é executada conforme o acordo da Empresa e com base nas concessões de produção de calor e concessões de transmissão e distribuição de calor outorgadas pelo Presidente do Gabinete de Regulação da Energia. Esta atividade é uma das tarefas de utilidade pública da própria comuna. A MPEC fornece calor para aquecimento central, ventilação e água quente sanitária a cerca de 1 300 edifícios residenciais e comerciais com um volume total de aproximadamente 5 300 000 m³. Os serviços da Companhia são utilizados por aproximadamente 52 mil moradores. Para além da sua atividade principal, a MPEC presta serviços na área da manutenção e reparação de instalações de aquecimento central e águas quentes sanitárias, aluguel de equipamentos, meios de transporte e estabelecimentos comerciais.

### Chełm Parque Aquático e Mercado Municipal Sp. z o.o.
O Parque Aquático Chełm foi inaugurado em 26 de novembro de 2016. A zona esportiva inclui uma piscina aquecida e piscina com área de ~ 100 m² e profundidade de 1 m, e uma piscina esportiva com profundidade de 1,20 a 1,80 m e comprimento de 25 m por 12,5 m com seis raias equipada com blocos de partida. A superfície da água é de 318,4 m².
Ambas as piscinas foram equipadas com um elevador autopropulsionado para os deficientes. Acima da piscina esportiva há um percurso de obstáculos de corda Aquacross suspenso da estrutura do telhado do salão da piscina. É baixada periodicamente, controlada pelo pessoal da piscina, como uma parte recreativa da parte esportiva.
O complexo de saunas é composto por um bar com uma sala de bombas, um salão para relaxamento e um salão alto com uma vista panorâmica da área da piscina esportiva. Na sala de comunicação há uma bancada com baldes para encharcar os pés. Na área há 3 saunas secas: uma sauna finlandesa do tipo “banho russo”, uma biosauna e uma sauna a vapor. A área da sauna também inclui áreas previstas para o resfriamento do corpo.
Existe um microclima específico na torre de graduação - temperatura 20 - 24 °C, umidade 40 - 60%, a salmoura produzida fluindo pelos galhos de abrunheiro sob a influência do movimento do ar se transforma em um aerossol rico em microelementos - o ar inalado é rico em compostos de sal curativos - contém principalmente iodo - de forma semelhante ao ar vindo do mar.
Existem 4 mercados na cidade.

### Companhia de Serviços de Habitação Sp. z o.o.
A Companhia de Serviços de Habitação Sp. z o.o. iniciou a sua atividade a 1 de janeiro de 1993. Foi criada com base na empresa estatal de serviços públicos fundada por ordem do Presidente da Cidade de Chełm, operando sob o nome de Empresa municipal de reparos e serviços de gestão habitacional em Chełm.
O objeto das atividades da Companhia, entre outros, é: gestão e administração de imóveis residenciais e não residenciais, obras gerais de construção no domínio da renovação de substâncias habitacionais administradas, manutenção da ordem e limpeza nas áreas administradas, transporte rodoviário de mercadorias, aluguel de meios de transporte, etc. Presentemente, existem 216 edifícios na gestão e administração da PUM, dos quais 103 edifícios são edifícios de conjuntos habitacionais.

### Linhas de ônibus Chełm Sp. z o.o.
A empresa foi criada em 1997 como resultado da transformação da Empresa de Transporte Urbano. As Linhas de ônibus Chełm Sp. z o.o. realiza atividade econômica no campo do transporte coletivo local, realizando as tarefas de transporte de passageiros na área da cidade de Chełm e do município de Kamień (linha n.º 5 na estação primavera-verão para Ogródki Działkowych em Józefin). O transporte no município é fornecido com base em um acordo. Além disso, fora de suas atividades estatutárias, o CLA fornece serviços de publicidade em ônibus, aluguel de ônibus e instalações de propriedade da Empresa. O CLA opera 13 linhas de ônibus: números 1, 2, 3, 5, 6, 7, 8, 9, 10, 11, 12, 13 e 14.

### Chełmski Klub Sportowy Sp. z o.o.
O Esporte Clube Chełm foi fundado em 25 de maio de 2022, conforme a Resolução do Conselho Municipal de Chełm (n.º LVI/474/22 de 28 de abril de 2022). O principal objetivo das atividades da empresa é: apoiar o desenvolvimento da cultura e do esporte na área da cidade de Chełm, criar condições organizacionais que conduzam ao desenvolvimento do esporte, administrar clubes esportivos e promover a cidade de Chełm no esporte. Outro aspecto fundamental da atividade da empresa é o desenvolvimento do esporte para jovens e crianças. Para isso, foram criadas duas academias: a Academia de Futebol e a Academia de Voleibol. Os desafios e objetivos mais importantes da Empresa para o futuro são continuar a atrair parceiros e patrocinadores externos, elevar o nível esportivo e a qualidade das operações da empresa e desenvolver o esporte infanto-juvenil (incluindo a consolidação dentro da mesma disciplina com outras entidades que operam na cidade de Chełm).

## Segurança

### Assistência médica
Há uma Estação de Serviço Médico de Emergência e o Hospital Regional Especialista Público Independente em Chełm. Existem também 8 clínicas particulares e 7 clínicas de saúde primária. Existem 33 farmácias.

### Serviços uniformizados
Chełm tem uma Delegacia de Polícia Municipal com sua sede na rua Żwirki i Wigury 20. A cidade também tem sua própria Polícia Municipal.
Na rua Kolejowa 112, há uma prisão do tipo fechado para reincidentes penitenciários masculinos condenados com centros de detenção, uma ala semiaberta para homens e uma ala terapêutica para reincidentes com transtornos mentais não psicóticos ou retardados mentais. A capacidade da unidade é de 706 lugares.
A área protegida pelos bombeiros da Sede Municipal do Corpo de Bombeiros do Estado em Chełm é a área do condado de Chełm e a área da cidade de Chełm. Como parte do KMPSP, 2 unidades de resgate e combate a incêndios operam em Chełm: na rua Prymasa Wyszyńskiego 2B e na rua Okszowska 9.
Na rua Kolejowa 89, a Guarda de Segurança Ferroviária tem seu posto.
Na rua Hutnicza, existe um Departamento Aduaneiro subordinado à Câmara Aduaneira em Biała Podlaska, e na rua Trubakowska, o quartel-general da Unidade de Guarda de Fronteira de rio Bug recebeu o nome da 27.ª Divisão Voliniana do Exército da Pátria. A NOSG em Chełm é o maior ramo da Guarda de Fronteiras na Polônia, com 20 pontos de venda e um centro vigiado. Os guardas de fronteira estão envolvidos na proteção da fronteira estatal com uma extensão de 467 km e guardam parte da fronteira com a República da Bielorrússia e a Ucrânia.
O 19.º Batalhão Mecanizado de Chelm está estacionado na cidade, cultivando a tradição do 8.º Regimento de Cavalaria do Príncipe Józef Poniatowski. O 19.º ChBZ faz parte da 19.ª Brigada Mecanizada de Lublin. Há também o 24.º Batalhão de Infantaria Ligeira, subordinado à 2.ª Brigada de Defesa Territorial de Lublin, Major Hieronim Dekutowski, também conhecido como “Zapora”.

## Transportes

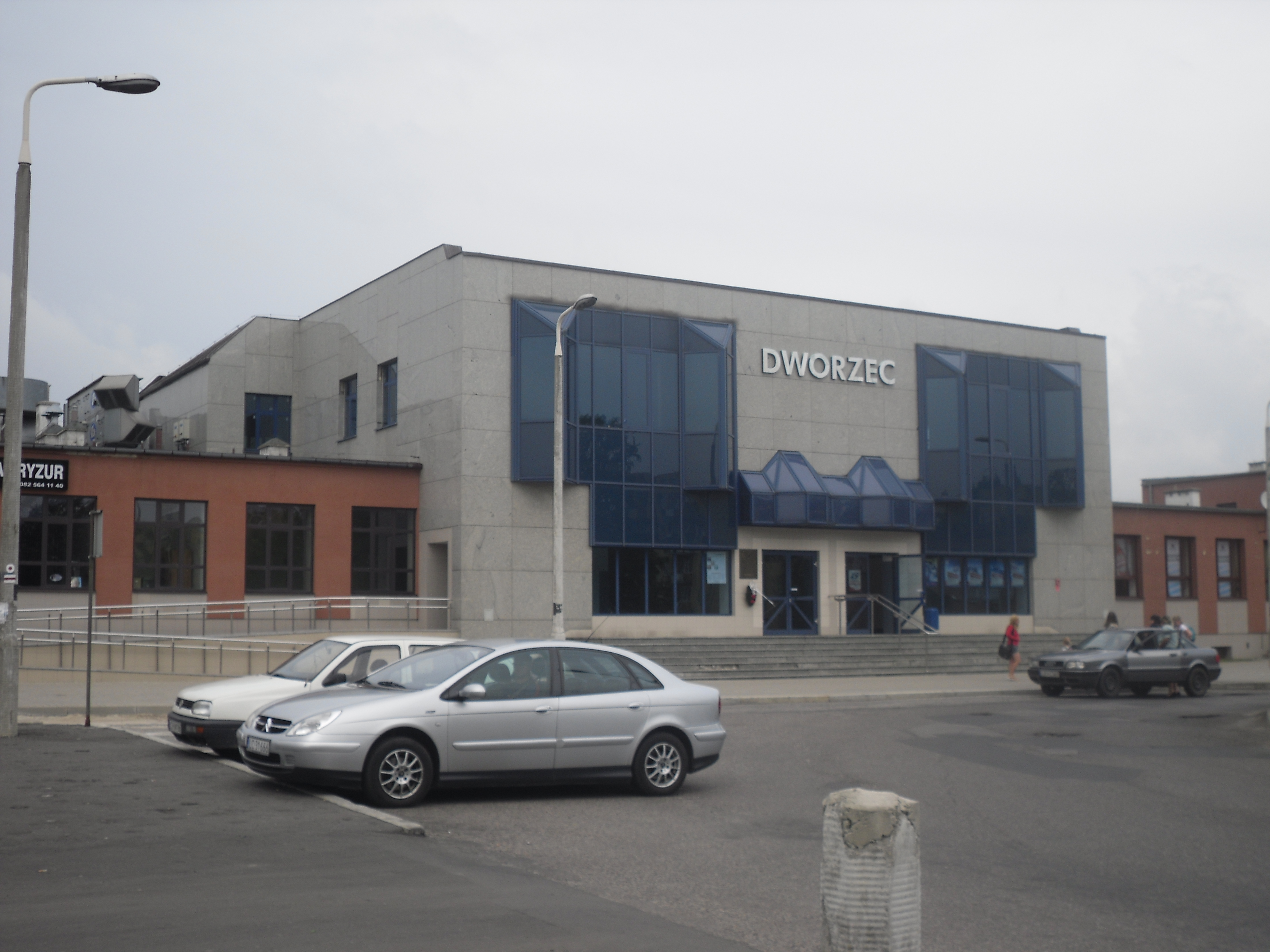
Estação ferroviária de Chełm

### Transporte rodoviário
Entroncamento rodoviário e ferroviário significativo. As seguintes estradas nacionais e provinciais se cruzam na cidade:
- : Łęknica – Leszno – Kalisz – Piotrków Trybunalski – Radom – Lublin – Chełm – Dorohusk
- : Biała Podlaska – Włodawa – Chełm – Krasnystaw
- : Chełm – Zamość
- : Chełm – Hrubieszów – Dołhobyczów

Até dezembro de 1985, a estrada internacional T12 atravessava a cidade, ligando a cidade à fronteira polaco-soviética, bem como Lublin, Puławy, Radom, Piotrków Trybunalski e Łask.
De 1958 a 2021, a PKS Chełm operou na cidade, fornecendo transporte de passageiros em rotas regionais e de longa distância.

### Transporte ferroviário
Existe um depósito PKP Cargo em Chełm, que lida com o transporte de mercadorias na área e uma passagem de fronteira ferroviária com a Ucrânia em Dorohusk.

### Transporte público
O transporte por ônibus em Chełm é realizado pela empresa Chełmskie Linie Autobusowe Sp. z o.o. fundada em 1997 como resultado da transformação da Empresa Municipal de Transportes.
A partir de 21 de julho de 2023, a empresa opera 12 linhas de ônibus que circulam na cidade de Chełm. Uma delas vai além das fronteiras administrativas da cidade, fornecendo uma conexão sazonal com os loteamentos em Józefin. As linhas 1, 2 e 9 funcionam diariamente, inclusive aos domingos e feriados.

### Transporte aéreo
A cerca de 7 km da cidade, em Depułtycze Królewskie, fica o aeroporto Chełm-Depułtycze Królewskie, pertencente à Academia Estatal de Ciências Aplicadas em Chełm.
Em 2011, foi inaugurado um heliponto sanitário na rua Ceramicznej.

## Esportes
O Pavilhão Esportivo do Centro Municipal de Esportes e Recreação (MOSiR) está localizado na rua Graniczna 2a. Foi oficialmente colocado em serviço em 9 de outubro de 2002. A cerimônia de inauguração ocorreu na presença do Presidente da República da Polônia, Aleksander Kwaśniewski. É um complexo esportivo multifuncional adaptado à prática esportiva, treinamento, ginástica e exercícios de reabilitação.
Suas maiores conquistas esportivas foram: Andrzej Głąb em Seul em 1988 conquistou o título de vice-campeão olímpico, Piotr Jabłoński recebeu uma medalha de ouro no Campeonato Mundial de Cadetes no Canadá (1991), bronze no Campeonato Mundial Júnior no Irã (1995); Dariusz Jabłoński também ganhou o título de vice-campeão mundial júnior duas vezes (1990, 1991). Os irmãos Jabłoński representaram as cores do país durante os Jogos Olímpicos de Atlanta, nos quais Krzysztof Grabczuk também participou como juiz internacional.
Em Chełm, há 3 piscinas cobertas e a piscina municipal de Glinianki, uma pista de gelo artificial aberta sazonalmente. No Parque Municipal na rua Armii Krajowej foi inaugurado um skatepark.

### Partições da Polônia
A política do czar, através da russificação, levou à degradação da Polônia, especialmente a educação e a saúde social. Os escolápios em Chełm, apoiados pelas ideias da Comissão Nacional de Educação, salvaram a educação polonesa e a saúde física dos jovens com suas atividades. Eles fundaram faculdades onde realizavam exercícios corporais e excursões. As guerras e a revolução da Escola polonesa de Matemática de 1905 levaram ao fato de, a partir de 1906, mensageiros de organizações polonesas de libertação nacional - incluindo da Sociedade de Ginástica “Sokół” e da Sociedade polonesa de Turismo - viajaram conspirativamente pelo país sob o domínio russo, como parte do chamado a ação de criar filiais nas voivodias e desenvolver a ideia do regionalismo como despertando a voivodia polonesa para a vida independente em todas as áreas (após os anos das partições). Como resultado dessas atividades, em 1908, o primeiro grupo clandestino “Falcon” do Corpo de Bombeiros Voluntários foi fundado em Chełm, e também em 1908 o Movimento Esportivo dos Trabalhadores.

### Anos de 1918 a 1939
A escola tornou-se a instituição mais importante e comum de educação através do esporte em Chełm. A educação física obrigatória conduzida corretamente nas aulas em todas as escolas secundárias e gerais tornou-se a base para o desenvolvimento de formas de cultura física. No início de 1919, as disciplinas esportivas e os clubes esportivos surgiram dos departamentos de aulas de educação física em Chełm. Na primavera de 1920, o primeiro clube esportivo (KS) foi fundado em Chełm no 7.º Regimento de Infantaria da Legião Atlética e Futebol Militar (WKS 7pp. Leg.), enquanto o primeiro Clube de Esportes Escolares “Zdrów” foi fundado em 1923, o primeiro Clube Esportivo do Treinamento Militar Ferroviário em 1929 (KS KPW).

### Após 1944
O Clube Esportivo do Sindicato dos Trabalhadores Ferroviários “Kolejarz” operou nos anos 1945-1955 (nas Ferrovias Estatais polonesas), fundado na virada de 1944/1945, foi oficialmente inaugurado em 2 de abril de 1945, com base na equipe de futebol (na verdade, foi reativado com base no Clube Esportivo do Treinamento Militar Ferroviário, fundado em 1929 também no PKP em Chełm) - foi o primeiro clube esportivo operário operando na República Popular da Polônia em Chełm.

### Clubes esportivos
Lista de clubes esportivos que operam na cidade:
- Ralis de carros: Automobilklub Chełmski[116]
- Atletismo: MKS Agros Chełm[117]
- Luta: Miejski Klub Sportowy “Cement Gryf”,[118]
- Futebol: ChKS Chełmianka Chełm[119]
- Basquetebol: MKS “Basket” Chełm (antigamente MKS “Biomlek” Chełm)[120]
- Tênis de mesa: KS “Ogniwo” Chełm[121]
- Tênis: Ognisko TKKF “Olimpia”[122]
- Voleibol: Tempo Chełm[123]
- Dança: Takt Chełm, Rytm Chełm, Klub Tańca Nowoczesnego Foton
- Natação: MUKS “Lider” Chełm[124]
- Caratê: “Klub Kyokushin-kan Karate-do w Chełmie”, Karate Kyokushin-Kan Kanku[125]
- Tiro esportivo: MKS Dragon Chełm[126]
- Boxe: Centrum Sportów Walki Bastion[127]
- Judô: MKS Judo Chełm[128]
- Paraquedismo: Szkoła Spadochronowa SkyDive Chełm[129]

## Política

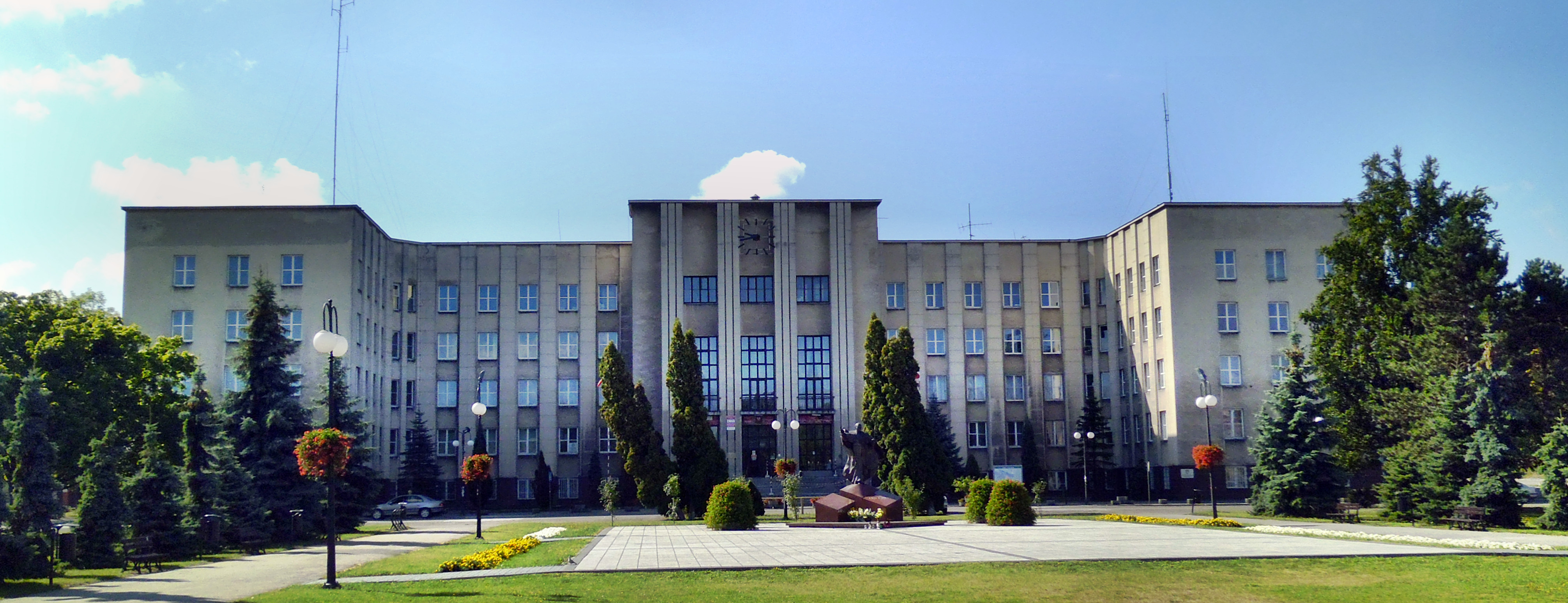
Edifício da Direção, atualmente a sede do condado na praça Niepodległości

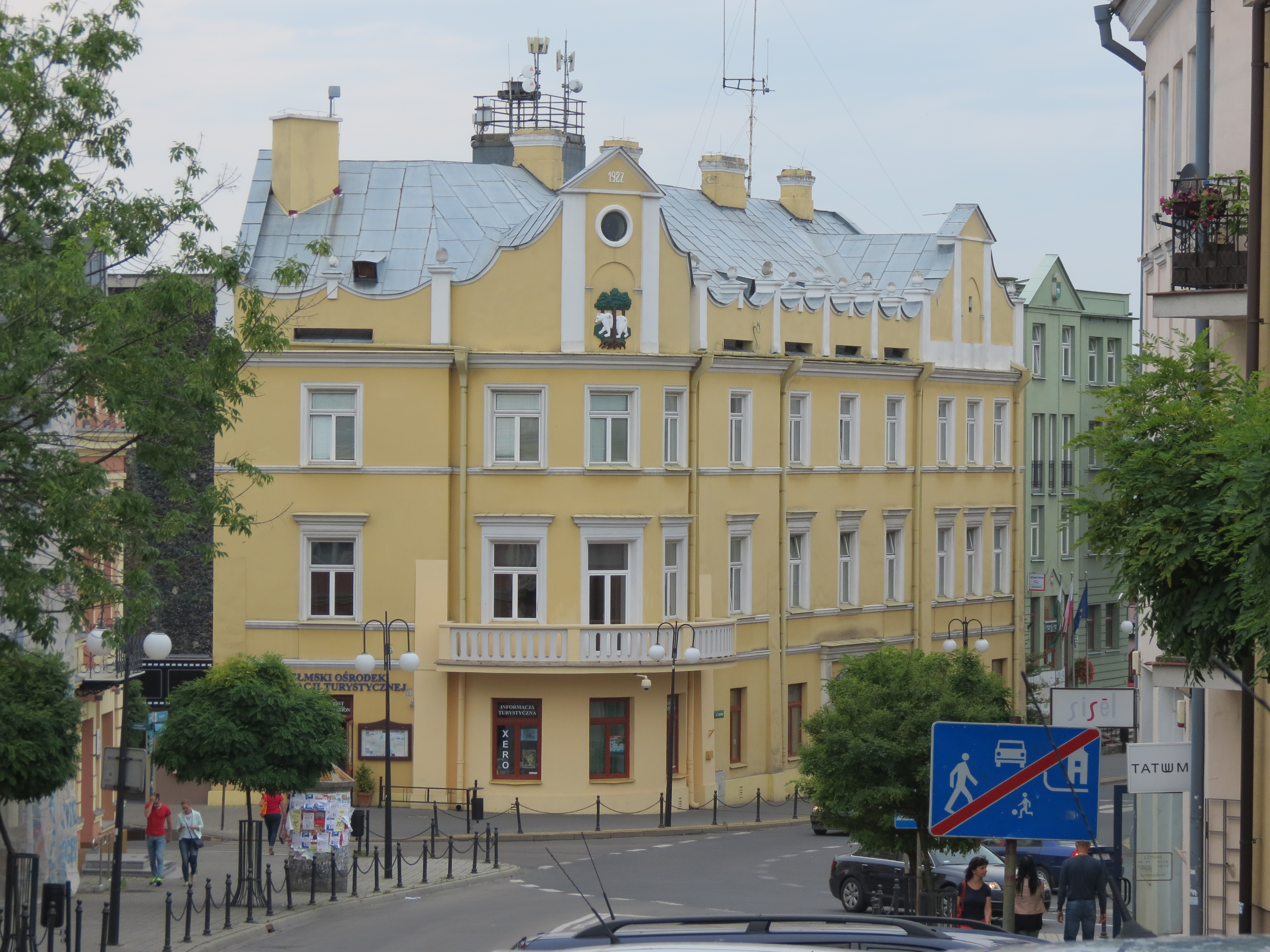
Prefeitura neorrenascentista com áticos e brasão da cidade

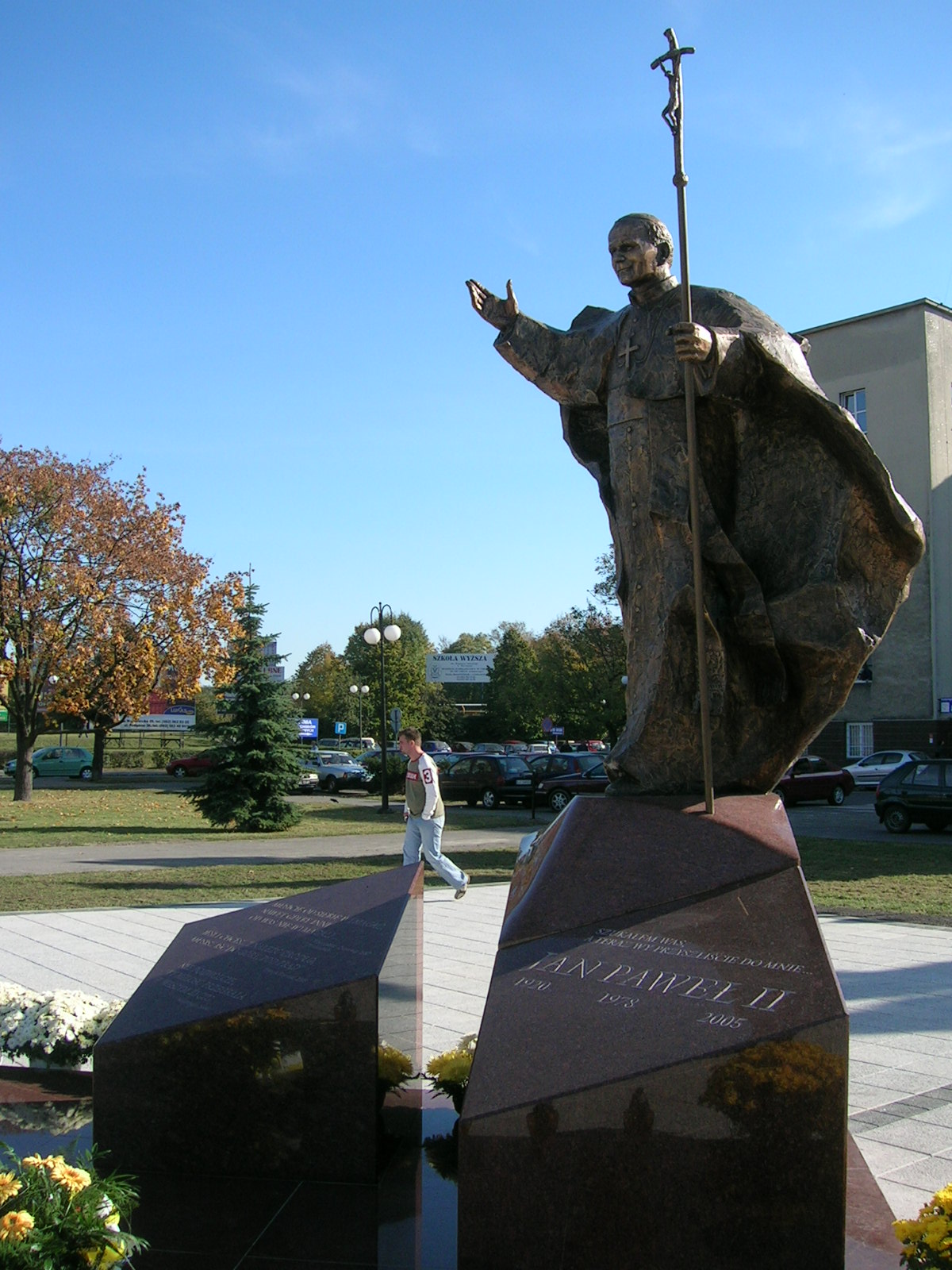
Monumento a João Paulo II por Krystyna Fałdyga-Solska revelado em 2006 na praça Niepodległości

Além da administração da cidade com direitos de condado, o condado de Chełm também está sediado em Chełm. A sucursal do Gabinete da Voivodia de Lublin está localizada no edifício da antiga Direção das Estradas de Ferro do Estado.

### Organizações não-governamentais
A Associação Miasteczko refere-se ao passado multicultural de Chełm com seus projetos, e as filiais de Chełm da Liga para a Conservação da Natureza e da Sociedade para a Promoção da Cultura Física ganharam concursos para subsídios para programas de educação ecológica do Fundo Provincial de Proteção Ambiental em 2004/2005.
As tradições dos poloneses das Fronteiras Orientais que vieram para Chełm após a Segunda Guerra Mundial são cultivadas pela Sociedade das Famílias das Fronteiras e pela Sociedade de Cultura de Fronteiras, ambas fundadas pelo poeta e ativista social Krzysztof Kołtun.
A Associação do Anuário de Chełm, fundada em 4 de dezembro de 2004, também está ativa. Um dos principais objetivos estatutários desta organização é promover a cidade e a terra histórica de Chełm, publicando o Anuário de Chełm e a Biblioteca do Anuário de Chełm, bem como a organização de conferências científicas e de ciência popular em cooperação com a Universidade de Łuck. A associação também coopera com a Universidade de Chernivtsi. Esta associação publicou em 2007 um volume bilíngue (em polonês e parcialmente ucraniano) do Anuário de Chełm e a tese de doutorado de Paweł Kiernikowski intitulada A cidade de Chełm no período entre guerras (1918–1939) como volume 1 da série Biblioteca do Anuário de Chełm; em 2008 - volume 12 do Anuário de Chełm e - como volume 2 da Biblioteca do Anuário de Chełm - a tese de doutorado de Witold Sulimierski intitulada A educação e a vida cultural e social de Chełm nos anos 1864-1939; em 2009 - volume 13 do Anuário de Chełm e a obra de Andrzej Rybak intitulada Stalag 319. Campo internacional de prisioneiros de guerra em Chełm em 1941–1944 como volume 3 da Biblioteca do Anuário de Chełm; em 2010 - volume 14 do Anuário de Chełm e, como volume 4 da Biblioteca do Anuário de Chełm, uma obra de Longin Jan Okoń intitulada História da Literatura da Terra de Chełm 1505-2010 complementada com esboços; em 2011 - volume 15 do Anuário de Chełm, obra do General Dr. Jacek Pomiankiewicz intitulada A história da prisão em Chełm como volume 5 da Biblioteca do Anuário de Chełm e como volume 1 da nova série editorial “Źródła”, editada e preparada para impressão pelo Dr. Andrzej Rybak, Diário de guerra de Zenon Waśniewski; em 2012 - volume 16 do Anuário de Chełm e o trabalho da Dra. Dominika Staszczyk intitulado Vivenciando a história na fronteira da cultura. Historiografia de Chełm (até 1939) como volume 6 da Biblioteca do Anuário de Chełm; em 2013 - volume 17 do Anuário de Chełm; em 2014 - volume 18 do Anuário de Chełm; em 2015 - volume 19 do Anuário de Chełm; em 2016 - volume 20 do Anuário de Chełm; em 2017 - vol. 21 - Anuário de Chełm; em 2018 - vol. 22 do Anuário de Chełm e o trabalho de Adam Pułwski intitulado Diante do “assassinato sem precedentes na história”. O Governo da República da Polônia no Exílio, a Delegação do Governo da República da Polônia ao País, o Exército da Pátria e o extermínio da população judaica da “grande ação” à Revolta do Gueto de Varsóvia como vol. 7 da Biblioteca do Anuário de Chełm; em 2019 - vol. 23 do Anuário de Chełm; em 2020 - volume 24 do Anuário de Chełm e em 2021 - volume 25 (jubileu) do Anuário de Chełm. Além disso, no ano, os membros do Conselho de Administração da Associação do Anuário de Chełm, nos últimos anos, participaram em simpósios internacionais e sessões científicas organizadas, entre outros pelo Instituto de Memória Nacional, a Fundação Kościuszko polonesa, o Consulado Geral da Ucrânia, a Sociedade Científica de Chełm, a Sociedade do Conhecimento de Defesa.

## Turismo e lazer

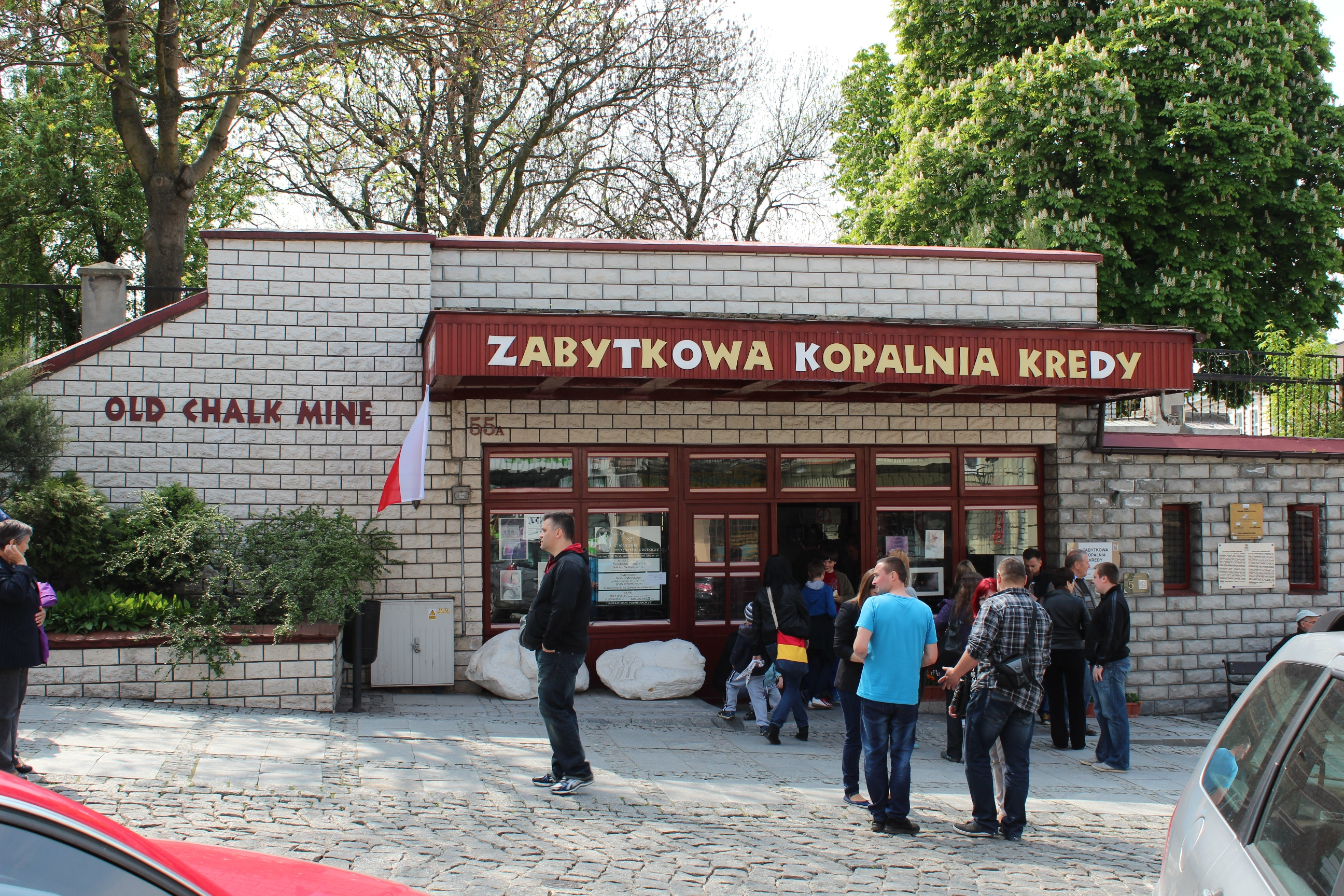
Subterrâneos do Cretáceo em Chełm - entrada para o museu da mina de calcário

### Infraestrutura
A cidade está localizada na fronteira polaco-ucraniana e fica em uma importante rota que liga a Ucrânia à Polônia. Em Chełm, existem 13 locais de alojamento e o Centro de Informação Turística de Chełm na Câmara Municipal.
As organizações que oferecem informações turísticas são: Informação Turística em Chełm, filial Kazimierz Janczykowski da Sociedade Polonesa de Turismo (PTTK) em Chełm, Chełmskie Podziemia Kredowe, Clube de Ciclistas de Chełm da PTTK.

### Trilhas turísticas
Nos limites da cidade, há a floresta Borek com uma ciclovia verde sinalizada:
- “Ciclovia BOREK” — 6 km (criada por Piotr Zaborski — Presidente do Clube de Ciclistas de Chełm PTTK)[134]
- “Panoramas do sul de Chełm” — comprimento de mais de 30 km (percurso: Chełm — Strupin Duży — Depułtycze Królewskie - Depułtycze Nowe — Zagroda — Uher — Weremowice — Żółtańce — Zawadówka — Chełm)[135]
- “Encantos de Sobowickie” — aproximadamente 27 km[136]
- “Trilha dos moinhos e dos moinhos de vento” — rota muito pitoresca com 78 km de extensão[137]
- “Trilha oriental para bicicletas Green Velo” — com uma extensão de quase 2.000 km, é a rota de ciclismo mais longa da Polônia e passa por Chełm.[138]

Há uma trilha de ciclismo de competição não oficial na floresta Kumowa Dolina.
Três trilhas de caminhada passam pela cidade: azul, vermelha e verde. Várias trilhas percorrem áreas paisagísticas atraentes da região de Chełm. Há duas trilhas de caminhada marcadas em vermelho e verde.
- Trilha de caminhada seguindo os monumentos arquitetônicos de Chełm — cerca de 2 km. A rota abrange 11 dos edifícios históricos mais valiosos.
- Trilha de caminhada ao longo da trilha dos monumentos da natureza em Chełm — cerca de 6 km. A rota inclui 12 paradas com monumentos e objetos naturais de Chełm.
- Trilha das Reservas Naturais — verde, com 101,3 km de extensão.
- Trilha do Pântano e Moczarów — azul, com aproximadamente 45 km de extensão.
- Trilha do 1.º Corpo Blindado — vermelha, 45,6 km de extensão.
- Trilha do Planalto Oriental — vermelha, 90 km de extensão.

## Condecorações
- Ordem da Polonia Restituta, 1.ª classe (1974).[140]